# Downton Abbey
Downton Abbey ist eine britische Fernsehserie, produziert für den Sender ITV. Die Idee und ein Großteil der Drehbücher stammen von Julian Fellowes. Downton Abbey handelt vom Schicksal einer Adelsfamilie und ihres Personals am Anfang des 20. Jahrhunderts, von bedeutenden Ereignissen und Umbrüchen wie etwa dem Untergang der Titanic, dem Ausbruch des Ersten Weltkriegs, der spanischen Grippe, der Einführung des Frauenwahlrechts oder dem irischen Unabhängigkeitskrieg.
Wie schon bei der britischen Erfolgsserie Upstairs, Downstairs (Das Haus am Eaton Place) aus den 1970er Jahren legte man bei der Produktion besonderen Wert auf Detailgenauigkeit. Außerdem sollten Familie und Personal realistisch dargestellt werden, ohne einzelne Figuren allzu sehr in den Vordergrund zu stellen. 2011 erhielt die Serie einen Eintrag im Guinness-Buch der Rekorde als „von Kritikern am besten bewertete Fernsehserie“ des Jahres.

## Handlung
Die Serie spielt in der Grafschaft Yorkshire auf dem Familiensitz von Graf und Gräfin von Grantham, Downton Abbey.

### Erste Staffel
Robert und Cora, Lord und Lady Grantham, haben drei Töchter, aber keinen Sohn. Erbe von Roberts Titel und Besitz ist daher ein Cousin, dessen Sohn Roberts älteste Tochter Mary heiraten soll, um das Anwesen Downton Abbey in Familienbesitz zu belassen. Cousin Patrick und sein Vater sterben jedoch beim Untergang der Titanic, und der der Mittelklasse angehörige Rechtsanwalt Matthew Crawley, ein Cousin dritten Grades aus Manchester, ist der nächste in der Erbfolge. Die Familie sucht nach einem Weg, Lady Mary zur Erbin einzusetzen, doch dies erweist sich rechtlich als unmöglich. Zur selben Zeit beginnt John Bates als neuer Kammerdiener im Hause zu arbeiten, doch seine Anstellung sorgt für Unruhe unter den Bediensteten, denn er hat eine Kriegsverletzung, die ihm seine Arbeit erschwert. Der Tod des türkischen Diplomaten Mr. Pamuk im Bett von Lady Mary auf Downton Abbey sorgt für zusätzliche Komplikationen und Gerüchte.
Das Hausmädchen Gwen träumt von einer Stelle als Sekretärin und erhält tatkräftige Unterstützung von Lady Sybil, der jüngsten der drei Schwestern. Lady Grantham wird noch einmal schwanger, verliert dieses Kind aber wegen eines Unfalls, den ihre Zofe O’Brien verschuldet hat. O’Brien glaubte, dass sie durch eine neue Zofe ersetzt werden sollte, und wollte sich an ihrer Herrin rächen. Nachdem sie erfahren hat, dass dies nur ein Irrtum war, bereut sie ihre Handlungsweise zutiefst.
Die sich anbahnende Beziehung zwischen Mary und Matthew endet, da Mary ihm keine Antwort auf seinen Heiratsantrag geben wollte und er nach dem Unfall von Lady Grantham das Gefühl hat, dass Mary ihn nur genommen hätte, solange er der Erbe von Downton Abbey ist. Mary hat inzwischen erfahren, dass ihre Schwester Edith einen Brief an den türkischen Botschafter geschrieben hatte und die Gerüchte um Marys indiskretes Verhalten deshalb geglaubt werden, weil sie von ihrer Schwester stammen. Sie revanchiert sich, indem sie Ediths Verehrer weismacht, diese mache sich nur über ihn lustig. Die Staffel endet damit, dass Lord Grantham am 4. August 1914, dem Tag der britischen Kriegserklärung, dem Personal und seinen Gästen bei einem Gartentee den Ausbruch des Ersten Weltkriegs bekanntgibt.

### Zweite Staffel
November 1916: Während Matthew und Diener Thomas Barrow an der Front in Frankreich kämpfen, geht das Leben auf Downton Abbey weiter. Ethel beginnt als neues Hausmädchen, und die Ehefrau von John Bates taucht unerwartet auf und zerstört damit die Pläne von John und Anna Smith, der obersten Dienerin, für eine gemeinsame Zukunft. Der Zeitungsmagnat Sir Richard Carlisle möchte Lady Mary heiraten, doch sie erkennt, dass sie Matthew liebt, der sich unterdessen jedoch mit der bürgerlichen Lavinia Swire verlobt hat. Nach seiner Rückkehr beschließt John Bates, seine Ehefrau Vera mit dem Erbe seiner Mutter zu bestechen, damit diese in die geplante Scheidung einwilligt. Lady Edith, die mittlere Tochter, erlernt das Lenken von Autos und so unterstützt sie John Drake beim Bewirtschaften einer Landwirtschaft. Nach einer Liebelei mit diesem wird ihre Unterstützung auf dem Bauernhof nicht mehr benötigt. An der Front gelingt es Thomas Barrow, einen gezielten feindlichen Gewehrschuss zu provozieren. Bei Dunkelheit hält er absichtlich seine Hand mit einem brennenden Feuerzeug über den Schützengrabenrand. Nach 6 Sekunden durchschießt ein deutscher Scharfschütze seine Hand und Barrow hat seinen absichtlich herbeigeführten „Heimatschuss“. Damit seine Selbstverstümmelung ihn im weiteren Leben nicht so stark behindert, nimmt er das brennende Feuerzeug absichtlich in die linke Hand. Wegen seiner durchschossenen Hand wird er von den Kampfhandlungen abgezogen.
Lady Sybil beginnt als Schwesternhelferin zu arbeiten, um Kriegsverletzte zu versorgen. Auf Downton wird auf die Initiative von Isobel Crawley, Matthews Mutter, ein Genesungsheim für verwundete Offiziere eingerichtet. Um Isobel Crawleys Einfluss in Downton zu mindern, erreicht O’Brien, dass Thomas als Sergeant des Sanitätskorps in Downton unter Major Clarkson dient. Unterdessen wird auch der Bedienstete William Mason an die Front gerufen, wo er unter Matthews Kommando dient. Während eines Sturmangriffs werden beide schwer verwundet und zur Behandlung nach Downton geschickt. William erliegt wenig später seinen Verletzungen, kurz zuvor allerdings heiratet er Daisy, woraufhin diese wegen der von ihr als Lüge empfundenen Hochzeit Reue und Scham empfindet. Bei Matthew wird eine Verletzung des Rückenmarks diagnostiziert, die ihn an den Rollstuhl fesselt und impotent macht. Er bittet daraufhin seine Verlobte, ihn zu verlassen, da er ihr seine lebenslange Pflege und eine Ehe ohne Nachkommen nicht zumuten möchte. Lavinia kehrt jedoch kurze Zeit später zurück und beteuert Matthew ihre Liebe.
Lady Sybil verliebt sich in den Chauffeur Branson und plant mit ihm, Downton nach Kriegsende zu verlassen und mit ihm ein bürgerliches Leben zu beginnen. Ethel wird bei einem Schäferstündchen mit einem Major erwischt, der zur Pflege auf Downton Abbey weilt, und daraufhin entlassen. Sie gebiert später sein Kind, das von ihm jedoch nicht anerkannt wird. Er fällt später. Miss Hughes hilft ihr zunächst heimlich bei der Versorgung des Jungen und hilft Ethel später bei einem Treffen mit den Eltern des Majors, die Charlie nicht als ihren Enkel anerkennen wollen. Lady Marys Hochzeitspläne mit Richard Carlisle nehmen Gestalt an, nachdem dieser dafür gesorgt hat, dass Vera Bates ihre Drohung nicht in die Tat umsetzt, den Skandal um den Tod Mr. Pamuks zu veröffentlichen und dadurch das Haus Downton in Verruf zu bringen. Einer der auf Downton Abbey zur Erholung weilenden Offiziere behauptet, in Wahrheit der sechs Jahre zuvor beim Untergang der Titanic umgekommene Cousin und Erbe Patrick zu sein, wird jedoch als Hochstapler überführt; nur Edith, die Gefühle für ihn entwickelt hatte, glaubt seinen Schilderungen und ist traurig über sein plötzliches Verschwinden.
Nach dem Kriegsende bemüht man sich auf Downton Abbey, wieder zum Alltag zurückzukehren. Vera Bates wird eines Morgens tot aufgefunden, nach und nach mehren sich die Hinweise, dass Bates etwas mit ihrem Selbstmord zu tun haben soll. Zur Überraschung aller kann Matthew wieder gehen, da sich sein Wirbelsäulenbruch als Rückenmarksquetschung herausstellt. Dies belebt seine Hochzeitspläne mit Lavinia wieder. Gleichzeitig wachsen in ihm hingegen erneute Gefühle für Mary, die er aus Respekt gegenüber seiner Verlobten jedoch zu unterdrücken versucht. Lord Grantham hat kurzzeitig ein etwas zu intimes Verhältnis zu dem neuen Hausmädchen Jane. Thomas, der inzwischen durch seine Tätigkeit als Sergeant kein Diener mehr ist, versucht sich als Schwarzmarkthändler, um endlich zu einem Vermögen zu kommen. Leider ist seine Ware völlig unbrauchbar, sodass er pleite ist. Während der Hochzeitsvorbereitungen erkranken einige Bewohner Downtons an der Spanischen Grippe, darunter auch Lavinia, die ihr überraschend erliegt. Durch den plötzlichen Verlust schockiert, kommt Lord Grantham wieder zur Vernunft und beendet das beginnende Verhältnis mit Jane, die kurz darauf kündigt. Zudem lässt er Lady Sybil mit Branson ziehen, obwohl er sich zuvor weigerte, die nicht standesgemäßen Pläne seiner Tochter zu akzeptieren. Thomas kann sich während der Krankheitsphase nützlich machen, sodass er als Diener nach Downton zurückkehren kann. Wenig später heiraten Anna und Bates, der jedoch direkt darauf wegen des Verdachts des Mordes an der verstorbenen Vera Bates verhaftet wird.

#### Weihnachtsfolge 2011
Weihnachten 1919: Während sich Downton Abbey auf das Weihnachtsfest und den Jahreswechsel vorbereitet, wird John Bates wegen Mordes an seiner Frau Vera zum Tod verurteilt. Es gelingt Lord Granthams Anwalt nach einiger Zeit, die Strafe in lebenslange Haft umzuwandeln. Matthew Crawley erkennt, dass seine verstorbene Verlobte gewollt hätte, dass er glücklich wird. Zuvor hat sich Lady Mary endlich eingestanden, dass sie in einer Ehe mit Richard Carlisle nicht glücklich werden kann, und bekommt in dieser Hinsicht Rückendeckung von ihrem Vater, den seine Frau inzwischen über Marys Indiskretion informiert hat. Crawley macht Lady Mary einen Heiratsantrag, den sie nach ihrer Beichte an ihn bezüglich Mr. Pamuk annimmt. Gleichzeitig versucht Thomas, wieder Leibdiener bei Lord Grantham zu werden. Nachdem er sich durch Anteilnahme am Schicksal der verschwundenen Hündin Isis (die er selbst entführt hatte und die nachts von einem Dorfbewohner ohne sein Wissen befreit wurde) bei Lord Grantham beliebt gemacht hat, will dieser Thomas wieder eine Chance geben.

### Dritte Staffel
Die dritte Staffel spielt in den 1920er Jahren nach dem Friedensvertrag von Versailles. Lord Grantham verliert aufgrund einer Fehlinvestition einen Großteil des Vermögens seiner Frau. Beim Besuch von Lady Sybil und ihrem irischen Ehemann Tom Branson, dem ehemaligen Chauffeur der Familie, zur Hochzeit ihrer Schwester kommt es zum Streit, bis Matthew Tom als seinen Trauzeugen bestimmt und ihn in der Familie willkommen heißt. Zwischen Mary und Matthew kommt es kurz vor ihrer Hochzeit zum Streit, da Matthew das von Lavinias Vater geerbte Vermögen aus moralischen Gründen nicht annehmen möchte. Um das Anwesen vor dem Ruin zu bewahren, bittet Mary ihre vermögende Großmutter Martha Levinson aus Amerika um finanzielle Hilfe, doch diese muss ablehnen, da sie nicht über entsprechende flüssige Mittel verfügt. Als Matthew einen Brief von Lavinias Vater erhält, entscheidet er sich, das Geld anzunehmen. Indem er sich finanziell an dem Anwesen beteiligt, kann er dieses vor dem Verkauf bewahren und wird Teilhaber.
Ediths Hochzeitspläne mit Sir Anthony Strallan nehmen trotz des Widerstandes von Lord Grantham Gestalt an. Erst vor dem Altar entscheidet sich Sir Anthony, dass der Altersunterschied und seine Kriegsverletzung zu schwerwiegend sind, und lässt Edith vor dem Altar stehen.
Tom und die schwangere Lady Sybil müssen aus Irland fliehen, weil er an einer Brandstiftung beteiligt war. Bei der Geburt ihres Kindes kommt es zu Komplikationen und Lady Sybil stirbt an Eklampsie. Edith fängt an, eine wöchentliche Kolumne für eine Zeitung in London zu schreiben. Matthew setzt sich gegen den Widerstand von Lord Grantham dafür ein, das Gut zu modernisieren. Tom entscheidet sich, mit seiner Tochter auf Downton Abbey zu bleiben und als Gutsverwalter Matthews Reformpläne zu unterstützen.
Isobel Crawley nimmt die gefallene Ethel (die sich prostituierte, um ihren Sohn ernähren zu können) in ihren Haushalt auf. Diese wird, nach der Kündigung der Köchin, zuständig für den gesamten Haushalt inklusive der Küche. Die Probleme mehren sich, da Lady Crawleys Haus nun wegen der dort arbeitenden ehemaligen Prostituierten gesellschaftlich untragbar ist und Ethel im Dorf wiederholt angefeindet wird. Violet Grantham und Edith bemühen sich per Anzeige um eine neue, weit entfernt liegende Stellung für sie, sodass sie neu anfangen kann.
Alfred, der Neffe von Ms. O’Brien, wird trotz der unsicheren finanziellen Situation im Haus als neuer Diener eingestellt. Derweil ist Anna weiterhin bemüht, Beweise für Johns Unschuld am Tod seiner Ehefrau zu finden. Thomas Barrow arbeitet anstelle des inhaftierten Bates als Kammerdiener für Lord Grantham und verliebt sich in den zweiten neuen Diener Jimmy. Anna kann mit Hilfe des Anwalts Murray nachweisen, dass Vera Bates Selbstmord begangen hat und Beweise manipulierte, um ihren Mann dem Vorwurf des Mordes auszusetzen. Nach seiner Freilassung übernimmt John Bates wieder die Stelle als Kammerdiener bei Lord Grantham. Thomas Barrow wird seinerseits nach einer Intrige der Zofe O’Brien der Homosexualität beschuldigt. Thomas darf aber aufgrund der Hilfe von John Bates in Downton Abbey verbleiben und wird zum Unterbutler und damit zum Stellvertreter des Butlers Charles Carson befördert.

#### Weihnachtsfolge 2012
September 1921: Die Familie besucht in Schottland die Eltern von Rose, der Großnichte von Violet Grantham, die in einer Ehekrise sind und kurz davor stehen, ihr Gut zu verlieren. Ediths Verleger, Michael Gregson, schließt sich der Gesellschaft an. Auf Downton Abbey kommt der allein zurückgebliebene Tom der Dienerschaft wieder näher. Auf dem Besuch des Jahrmarkts im Dorf findet die Köchin Mrs. Patmore einen Verehrer, Thomas Barrow und Jimmy schließen Freundschaft. Mary kehrt aufgrund ihrer Schwangerschaft im achten Monat vorzeitig aus Schottland zurück und gebiert einen Sohn. Die Familie reist rasch nach Hause. Matthew sieht Mary und seinen Sohn im Krankenhaus, braust überglücklich im Auto nach Downton Abbey und stirbt bei einem Verkehrsunfall.

### Vierte Staffel
Ein halbes Jahr später, im Februar 1922, trauert Lady Mary weiter um Matthew und kümmert sich kaum um das gemeinsame Baby George. Lord Grantham und Branson sind uneins darüber, wie der Besitz verwaltet werden soll, und haben Schwierigkeiten, die nach Matthews Tod anfallende Erbschaftsteuer aufzubringen. Tom wünscht sich Marys Unterstützung, um den von Matthew begonnenen Wandel fortzuführen; mit Hilfe von Carson gelingt es, Mary nach anfänglichem Widerstand aus ihrer Trauer zu reißen und ins Leben zurückzuholen. Später taucht in Matthews Nachlass ein Brief auf, in dem er Mary zu seiner Alleinerbin erklärt.
Miss O’Brien kündigt plötzlich, um Lady Flintshire nach Indien zu begleiten. Als Ersatz für sie stellt Cora Edna Braithwaite wieder ein, die in der dritten Staffel schon als Hausmädchen gearbeitet hatte und nach ihrer Entlassung zur Zofe ausgebildet wurde; Tom hatte Mrs. Hughes dazu gebracht, ihr eine gute Empfehlung auszustellen. Edna muss das Haus jedoch schon bald wieder verlassen, nachdem sie Tom verführt und ihn erpressen wollte, sie zu heiraten. Thomas sorgt dafür, dass Miss Baxter ihre Nachfolgerin wird, und verlangt dafür von ihr, dass sie ihn mit Informationen versorgt.
Durch Matthews Tod ist Joseph Molesley, der frühere Butler von Isobel Crawley, arbeitslos geworden; die Gräfin will ihm helfen, indem sie ihn bei einem Mittagessen mit einer Freundin bedienen lässt, die einen Butler sucht; doch ihr eigener Butler, der ersetzt zu werden fürchtet, sabotiert Molesleys Bemühungen und lässt ihn ungeschickt und unerfahren aussehen. Letztlich übernimmt er die Stelle des Lakaien Alfred Nugent, der im Londoner Hotel Ritz zur Ausbildung als Koch angenommen wurde; für Molesley bedeutet diese Stellung einen Abstieg.
Mary hat mehrere Verehrer, die um sie buhlen. Die junge Lady Rose bandelt mit einem schwarzen Sänger an, der aber seine Hochzeitspläne aufgrund des verbreiteten Rassismus aus Liebe zu Rose aufgibt. Edith wird nach einer Liebesnacht mit Michael Gregson schwanger, der kurz darauf für seine nach englischem Recht nicht mögliche Scheidung nach Deutschland reist und dort nach seiner Ankunft verschwindet. Edith steht verzweifelt kurz vor der illegalen Abtreibung, entscheidet sich jedoch, das Kind zu behalten. Anna wird von Lord Gillinghams Kammerdiener Alex Green vergewaltigt, verschweigt den Vorfall zunächst jedoch aus Sorge, ihr Gatte würde den Täter aus Rache töten. Als Bates davon erfährt und durch einen Zufall den Täter ermitteln kann, nimmt er einen Tag frei; am selben Tag kommt der Vergewaltiger in London ums Leben.

#### Weihnachtsfolge 2013
Die Familie verbringt die Saison 1923 in London und erhält Besuch von Coras Mutter und Bruder Harold. Rose wird am Hof vorgestellt und lernt Kronprinz Edward und dessen Geliebte kennen, als ein skandalträchtiger Liebesbrief des Prinzen von einem Falschspieler gestohlen wird. Edith vermisst ihre Tochter, die sie nach der heimlichen Geburt in Genf bei Adoptiveltern zurückgelassen hat, und entschließt sich, das Kind in der Familie des loyalen Pächters der Granthams namens Drewe unterzubringen. Das Küchenmädchen Daisy Mason lehnt die Werbung von Harolds Kammerdiener ab, als Köchin für Harold Levinson nach Amerika zu gehen; an ihrer Stelle ergreift das Küchenmädchen Ivy Stuart die Gelegenheit. Molesley schafft es durch seine Ermutigungen, dass Miss Baxter Thomas’ Spionageanliegen eine Abfuhr erteilt, obwohl dieser ein dunkles Geheimnis aus ihrer Vergangenheit zu kennen scheint und sie damit bisher erpresste.

### Fünfte Staffel
Die fünfte Staffel spielt zu Beginn des Jahres 1924 und ist gekennzeichnet durch weitere gesellschaftliche Veränderungen wie der ersten britischen Labour-Regierung unter Ramsay MacDonald. Diese Regierung wird von den Granthams nicht gut aufgenommen, während Daisy darin eine Chance sieht, dass Angehörige der unteren Schichten sozial und geistig mobil werden. Sie nimmt Unterrichtsstunden bei der Schullehrerin Sarah Bunting, die ihrerseits mit Tom befreundet ist und wiederholt mit Lord Grantham politisch aneinandergerät.
Der Erste Diener Jimmy muss Downton Abbey verlassen, nachdem ihn Lord Grantham während des Brandes in Lady Ediths Zimmer im Bett mit Jimmys ehemaliger Arbeitgeberin erwischt hat. Da Thomas Lady Edith dabei das Leben rettet, revidiert Lady Grantham ihr negatives Urteil über ihn, nachdem sie zuvor von Miss Baxter erfahren hatte, dass Thomas über deren Vergangenheit als verurteilte Diebin Bescheid wusste. Thomas versucht, seine sexuellen Neigungen mit medizinischer Hilfe zu ändern, allerdings ist das Medikament nur Kochsalzlösung und verursacht Fieber und Ausschlag. Miss Baxter erweist sich daraufhin als mitfühlend und helfend, was bei Thomas ein Überdenken seines bisherigen Verhaltens bewirkt – er bereut sogar bis zu einem gewissen Grad seine Intrigen gegen das Ehepaar Bates.
Edith leidet darunter, dass sie ihre Tochter Marigold bei der Pächterfamilie Drewe nur wenig und schließlich gar nicht mehr besuchen kann, da Mrs. Drewe ihr Interesse an Marigold ablehnt. Als die definitive Nachricht vom Tod Michael Gregsons kommt, nimmt Edith Marigold aus der Pächterfamilie und geht mit ihr nach London, wo sie Michaels Verlag geerbt hat. Cora erfährt die Wahrheit über ihre Enkelin und holt Edith wieder zurück, Marigold wird offiziell als Adoptivkind in die Grantham-Familie aufgenommen. Lord Grantham errät schließlich, dass Marigold die Tochter von Edith und Michael Gregson ist.
Lord Gillingham versucht weiter, Mary zur Ehe zu bewegen. Mary geht auf seinen Vorschlag ein, eine Woche zusammen in Liverpool zu verbringen, um herauszufinden, ob sie ihn auch körperlich liebt, sagt ihm danach aber zu seinem großen Ärger ab. Marys ehemaliger Verehrer Charles Blake und Lord Gillinghams vormalige Verlobte schalten sich ein, um Lord Gillingham endgültig von Mary zu lösen.
Der Kunsthistoriker Simon Bricker flirtet mit Cora und wird von Robert aus dem Haus geworfen, als er zudringlich wird. Rose kümmert sich um russische Aristokraten, die vor der Russischen Revolution nach England geflohen und verarmt sind. Bei einem Besuch der Russen auf Downton Abbey stellt sich heraus, dass die Gräfinwitwe einst eine leidenschaftliche Affäre mit dem russischen Fürsten Kuragin hatte, der sie immer noch begehrt. Isobel nimmt den Heiratsantrag von Lord Merton an, zweifelt aber an den Heiratsplänen, als die Söhne von Lord Merton sie als nicht standesgemäß einstufen und ablehnen. Rose verliebt sich in Atticus Aldridge, dessen wohlhabender jüdischer Vater, Lord Sinderby, gegen die religiöse Mischehe und die Scheidung von Roses Eltern ist, aber auf Drängen der Mutter in die Ehe schließlich einwilligt.
Butler Carson und Haushälterin Hughes planen, gemeinsam in ein Haus zu investieren. Die Gräfinwitwe hat eine neue Zofe, die sich mit deren Butler Spratt kleine Scharmützel liefert. Anna und Mr. Bates geraten erneut ins Visier der Polizei, da ein Zeuge aufgetaucht ist, der Zweifel am Unfall von Mr. Green aufgebracht hat. Anna wird schließlich verdächtigt, Mr. Green vor den Bus gestoßen zu haben, und verhaftet.

#### Weihnachtsfolge 2014
Die Granthams besuchen Lord und Lady Sinderby, die Schwiegereltern von Rose, wo der arrogante Butler Stowell und Thomas Barrow aneinandergeraten. Mary und Edith finden Gefallen an zwei Hausgästen der Sinderbys. Isobel lehnt den Heiratsantrag von Lord Merton endgültig ab, die Gräfinwitwe weist ihrerseits Fürst Kuragin zurück und bringt ihn mit seiner verschollenen Ehefrau zusammen. Mr. Bates legt in einem Brief das falsche Geständnis ab, Mr. Green ermordet zu haben, um Anna zu entlasten, und flieht nach Irland. Anna wird daraufhin freigelassen. Auf Downton Abbey wird das Weihnachtsfest gefeiert, Tom steht kurz davor, mit seiner Tochter Sibyl in die USA auszuwandern. Dank der Recherchen von Molesley und Baxter kann Mr. Bates aus Irland zurückkommen. Carson macht Mrs. Hughes überraschend einen Heiratsantrag, den sie annimmt.

### Sechste Staffel
1925 versucht Lord Grantham, die Zahl der Bediensteten weiter zu verkleinern, mit Underbutler Thomas Barrow als offensichtlich erstem Kandidaten. Auf subtiles Drängen von Butler Carson macht Barrow sich vergeblich auf Stellensuche und versucht schließlich, sich das Leben zu nehmen und wird erst im letzten Moment von Miss Baxter gefunden. Carson und Mrs. Hughes müssen zunächst einmal ihre unterschiedlichen Wünsche und Befürchtungen für ihre Hochzeit und Ehe klären. Nach der Hochzeit beziehen sie ein Cottage, wo Carson die Hausfrauenarbeit von Mrs. Hughes an den Standards eines Haushalts mit viel Dienstpersonal misst. Mrs. Hughes wendet eine List an, um Carsons Mäkelei erfolgreich ein Ende zu setzen.
Die Gräfinwitwe kämpft mit allen Mitteln gegen Isobel Crawley und Cora darum, die Autonomie des Dorfhospitals zu erhalten, muss aber die Fusion mit dem Hospital von York schließlich akzeptieren und ihr Amt als Hospitalpräsidentin erbost an Cora abgeben. Lord Grantham leidet erneut an einem Magengeschwür, das bei einem Abendessen spektakulär aufplatzt. Nach einer Operation wird er wieder gesund.
Edith entlässt den unfähigen Redakteur ihres Magazins und stellt mit Hilfe ihres Verehrers Bertie Pelham die Druckfahnen der aktuellen Ausgabe über Nacht fertig. Ediths Tochter Marigold wird kurzzeitig von ihrer ehemaligen Pflegemutter Mrs. Drewe mitgenommen, weshalb sich Mr. Drewe entschließt, den Hof aufzugeben. Im Verlag stellt Edith eine Frau als Redakteurin ein. Tom Branson fühlt sich nach seiner Auswanderung in die USA nicht wohl und kehrt mit seiner Tochter am Tag der Hochzeit der Carsons endgültig nach Downton Abbey zurück. Mary wehrt sich mit Hilfe ihres Vaters gegen eine Erpresserin, die ihre Affäre mit Lord Gillingham in Liverpool beobachtet hatte. Sie verliebt sich in ihren neuen Verehrer Henry Talbot, weist ihn jedoch ab, vorgeblich weil er nicht vermögend ist und einen geringeren Stand hat, in Wirklichkeit jedoch, weil er als Rennfahrer nur knapp einem tödlichen Autounfall entging und damit alte Wunden öffnet.
Anna und Mr. Bates können aufatmen, als die Mörderin von Mr. Green gefunden wird. Nach drei Fehlgeburten ist Anna wieder schwanger und kann nach einer Operation eine weitere Fehlgeburt vermeiden. Daisy lernt weiter mit Hilfe von Mr. Molesley für ihr externes Schulexamen, das sie schließlich besteht. Der Dorflehrer ist von Molesleys Bildung beeindruckt und stellt ihn als Lehrer in der Schule an. Auf Daisys Drängen erhält ihr Schwiegervater Mr. Mason den freigewordenen Pachthof der Drewes. Der neue Diener Andrew will dem alten Mason helfen – dabei findet Mr. Barrow heraus, dass dieser Analphabet ist. Mit dem Angebot, dem abzuhelfen, überzeugt er Andy endlich, ihn als „normalen“ Freund zu akzeptieren. Mrs. Patmore eröffnet mit ihrer Nichte ein Bed-and-Breakfast in ihrem neu erworbenen Haus.
Edith nimmt den Heiratsantrag von Bertie Pelham an, kann sich aber noch nicht überwinden, Bertie zu erzählen, dass Marigold ihre Tochter ist. Als Bertie überraschend nach dem Tod seines Cousins der nun 7. Marquis von Hexham wird, erträgt Mary in ihrem uneingestandenen Liebeskummer Ediths bevorstehenden Aufstieg zur Marquise nicht und zwingt Edith, Bertie ihre Mutterschaft zu gestehen. Bertie löst daraufhin die Verlobung, die Schwestern geraten in einen heftigen Streit. Die Gräfinwitwe kann Mary schließlich dazu bringen, Henry Talbot zu heiraten. Edith kommt zur Hochzeit aus London zurück, um Frieden mit Mary zu schließen.

#### Weihnachtsfolge 2015
Mary arrangiert gemeinsam mit Rosamund ein Treffen zwischen Edith und Bertie in London. Bertie erneuert seinen Heiratsantrag an Edith und es kommt zur Hochzeit. Tom und Henry entschließen sich, gemeinsam in York einen Autohandel aufzubauen. Thomas verlässt Downton, um eine Stelle in einem kleineren Haus anzunehmen. Bei Lord Merton wird fälschlicherweise eine (zu dieser Zeit tödlich verlaufende) perniziöse Anämie diagnostiziert. Darauf heiraten Lord Merton und Isobel. Später stellt sich heraus, dass es sich lediglich um eine Eisenmangelanämie handelt. Molesley übernimmt eine Vollzeitstelle als Lehrer und verlässt Downton. Carson entwickelt zunehmend einen Tremor, der ihn schließlich dazu zwingt, seine Position aufzugeben. Thomas wird neuer Butler. Anna gebiert zu Silvester 1925 einen Sohn.

## Produktion und Ausstrahlung

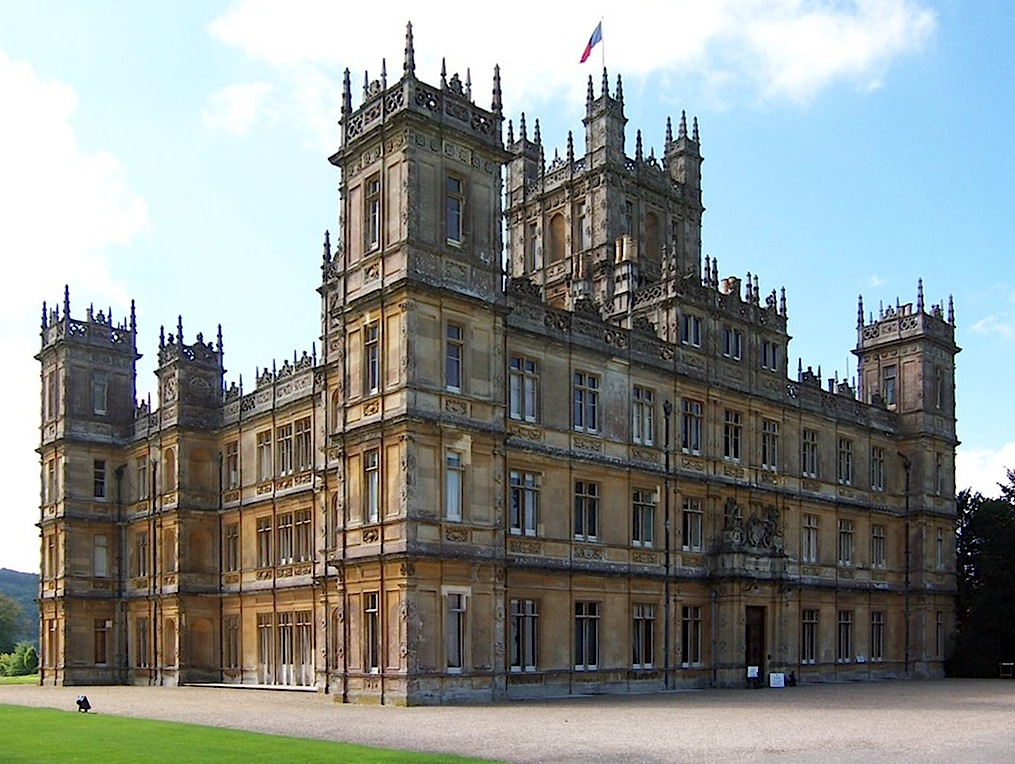
Highclere Castle dient als Drehort für Innen- und Außenszenen auf Downton Abbey

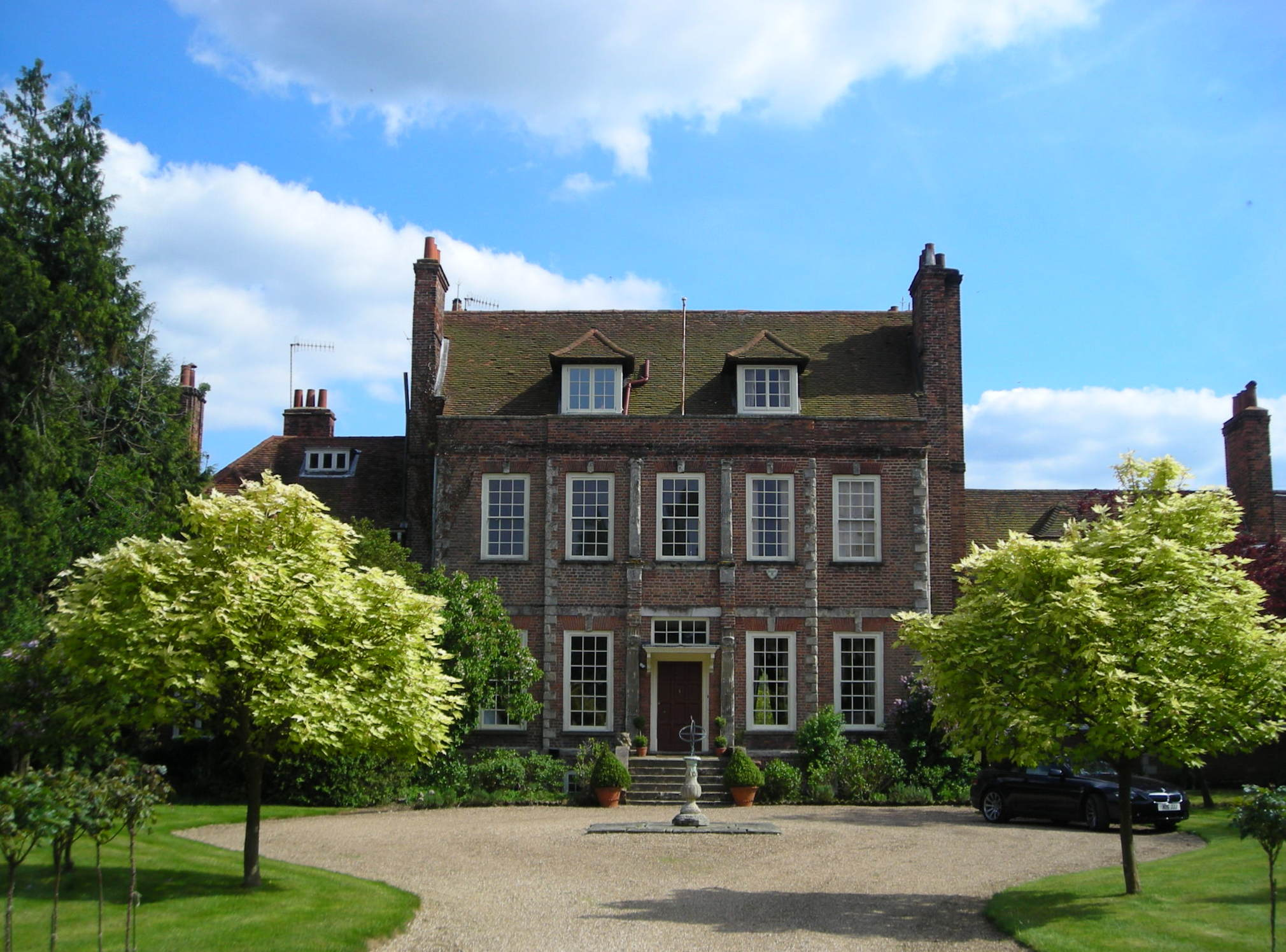
Das Byfleet Manor House in Surrey stellt in der Serie das Dower House dar

Highclere Castle in Hampshire dient als Drehort, um das Anwesen Downton Abbey darzustellen, während das Dorf Bampton in Oxfordshire für Außenszenen verwendet wird. Die Räume der Bediensteten wurden in den Ealing Studios gefilmt. Figuren in der Serie erwähnen oft die nahegelegenen Dörfer Malton, Easingwold, Thirsk, Kirkby und Ripon, die in North Yorkshire liegen; ein Dorf Downton gibt es dort jedoch nicht. Als Bahnhof Downton dient der Bahnhof Horsted Keynes der Bluebell Railway. Für Duneagle Castle in der Weihnachtsfolge der dritten Staffel (A Journey to the Highlands) wurde Inveraray Castle in Schottland verwendet; die Szenen auf Brancaster Castle für die Weihnachtsfolge der fünften Staffel (A Moorland Holiday) entstanden auf dem Gelände von Alnwick Castle.
Die Produktionskosten wurden auf rund eine Million Pfund pro Folge geschätzt.
Die vierte Staffel wurde in Großbritannien während ihrer Erstausstrahlung von durchschnittlich 11,8 Millionen Menschen verfolgt und erreichte damit die höchste Zuschauerzahl einer Serie im Jahr 2013.
Im März 2015 erklärte PBS die sechste Staffel für die finale Staffel der Serie.
Die erste Staffel wurde in Großbritannien im Herbst 2010 ausgestrahlt und ab 20. Juli 2011 in Deutschland auf dem Pay-TV-Sender Sky Cinema. Am 18. September 2011 begann die Ausstrahlung der zweiten Staffel auf ITV 1. Die dritte Staffel wurde ab September 2012 in Großbritannien ausgestrahlt. Die deutschsprachige Free-TV-Premiere der ersten Staffel lief am 6. Juli 2012 im Schweizer SRF 1.
In Deutschland wurde die erste Staffel der Serie zu den Weihnachtstagen 2012 auf ZDF und ZDFneo erstmals im Free-TV gezeigt.

## Besetzung und Synchronisation
Die deutsche Synchronisation entstand nach einem Synchronbuch und unter der Dialogregie von Hilke Flickenschildt durch die Synchronfirma Interopa Film.
Der Titel von Lord Granthams Mutter Violet, der Dowager Countess of Grantham, wird in der deutschen Synchronfassung mitunter fälschlich als „Countess von Dowager“ übersetzt, was irrtümlicherweise die Existenz einer gleichnamigen Grafschaft suggeriert. Dowager Countess wäre jedoch korrekt mit „Gräfinwitwe“ zu übersetzen gewesen und bezieht sich auf Violets Status als Witwe von Patrick Crawley, dem sechsten Earl of Grantham.
Auch wird immer wieder in der deutschen Fassung die direkte Anredeform „Your Lordship/Ladyship“, also „Eure Lordschaft/Ladyschaft“, fälschlich als „Ihre Lordschaft/Ladyschaft“ wiedergegeben. Dies wurde wiederum direkt aus dem Englischen übernommen und müsste eigentlich korrekt mit „Eure Durchlaucht“ übersetzt werden.
Ein weiterer Fehler unterlief bei der Übersetzung der Titel Prince und Princess in Staffel 5, die als „Prinz Igor“ und „Prinzessin Irina“ übertragen wurden, eigentlich jedoch „Fürst“ und „Fürstin“ lauten müssten. In Staffel 5 und 6 hat Isobel Crawley im Downton Hospital das Amt des almoner (englisch Almosenier, Krankenhausfürsorger) inne, fälschlicherweise als „Vorsitzende“ übersetzt. Die folgende Aufstellung an Darstellern und Rollen folgt jedoch der deutschen Synchronfassung als offiziell veröffentlichte Rollenbezeichnung.

### Hauptdarsteller

#### Familie Crawley, Verwandte und Bekannte
| Schauspieler          | Synchronsprecher                                   | Rolle                                     | Folgen    | Bemerkungen |
| --------------------- | -------------------------------------------------- | ----------------------------------------- | --------- | --- |
| Michelle Dockery      | Anne Helm                                          | Mary Talbot, geb. Crawley                 | 1–52      | Mitverwalterin der Güter (als Matthews Alleinerbin) (St. 4–5), später eigenständige Verwalterin (ab St. 6); älteste Tochter von Cora und Robert; Schwester von Edith und Sybil; Ehefrau von Henry; Witwe von Matthew; Mutter von George; Tante von Sybbie und Marigold; Enkelin von Violet, Patrick, Martha und Isidore; Nichte von Rosamund, Marmaduke (über Rosamund) und Harold; Großnichte von Roberta und Gordon; Cousine 1° von James, Susan und Hugh (über Susan), 2° von Patrick, James, Annabelle, Rose, Atticus (über Rose) und Victoria, 3° von Reginald und Isobel (über Reginald), 4° von Matthew; Ex-Verlobte von Patrick Crawley (inoffiziell) und Sir Richard Carlisle; Ex-Geliebte von Kemal Pamuk und Tony Foyle |
| Hugh Bonneville       | Erich Räuker                                       | Robert Crawley                            | 1–52      | Earl of Grantham; als Lord Lieutenant Vorsteher der Countys Downton und Eryholme; (Mit-)Eigentümer von Downton Abbey und des Grantham House in London; Schirmherr, Kurator und Förderer des Downton Cottage Hospitals; Schirmherr eines Kriegerdenkmal-Vereins; während des Krieges Colonel des freiwilligen Corps North Riding (Ehrenposition) (St. 2); Sohn von Violet und Patrick; Bruder von Rosamund; Ehemann von Cora; Vater von Mary, Edith und Sybil; Großvater von Sybbie, George und Marigold; Neffe von Roberta und Gordon; Cousin 1° von James, Patrick, Susan, Hugh (über Susan), James, Annabelle, Rose, Atticus (über Rose) und Victoria, 3° von Reginald, Isobel (über Reginald) und Matthew; Liebelei von Jane Moorsum |
| Laura Carmichael      | Anita Hopt                                         | Edith Pelham, geb. Crawley                | 1–52      | Marchioness of Hexham (ab St. 6); kurzzeitig Aushilfe auf der Longfield-Farm (St. 2); während des Krieges zuständig für die nicht-medizinische Betreuung im Rekonvaleszenzheim Downton Abbey (St. 2); Kolumnistin (St. 3); Bevollmächtigte über Gregsons Geschäfte (St. 4–5), nach dessen offiziell bestätigtem Tod Erbin und Leiterin seines Verlagsunternehmens (ab St. 5); Mitstifterin des Hillcroft College (St. 6); zweitälteste Tochter von Cora und Robert; Schwester von Mary und Sybil; Ehefrau von Bertie; Mutter von Marigold; Tante von Sybbie und George; Enkelin von Violet, Patrick, Martha und Isidore; Nichte von Rosamund, Marmaduke (über Rosamund) und Harold; Großnichte von Roberta und Gordon; Cousine 1° von James, Susan und Hugh (über Susan), 2° von Patrick, James, Annabelle, Rose, Atticus (über Rose) und Victoria, 3° von Reginald und Isobel (über Reginald), 4° von Matthew; Ex-Verlobte von Sir Anthony Strallan; Ex-Partnerin von Michael Gregson; Liebelei von John Drake                                                                                         |
| Jessica Brown Findlay | Rubina Kuraoka                                     | Sybil Branson, geb. Crawley †             | 1–21      | während des Krieges Hilfskrankenschwester im Lazarett (St. 2), danach Krankenschwester in Dublin (St. 2–3); jüngste Tochter von Cora und Robert; Schwester von Mary und Edith; Ehefrau von Tom; Mutter von Sybbie; Tante von George und Marigold; Enkelin von Violet, Patrick, Martha und Isidore; Nichte von Rosamund, Marmaduke (über Rosamund) und Harold; Großnichte von Roberta und Gordon; Cousine 1° von James, Susan und Hugh (über Susan), 2° von Patrick, James, Annabelle, Rose, Atticus (über Rose) und Victoria, 3° von Reginald und Isobel (über Reginald), 4° von Matthew; stirbt nach der Entbindung ihrer Tochter an einer Eklampsie |
| Elizabeth McGovern    | Christin Marquitan                                 | Cora Crawley, geb. Levinson               | 1–52      | Countess of Grantham; während des Krieges Verantwortliche für den organisatorischen Tagesablauf des Rekonvaleszenzheims Downton Abbey (gemeinsam mit Isobel) (St. 2); zunächst Kuratorin, dann Präsidentin des Downton Cottage Hospitals (ab St. 6); Tochter von Martha und Isidore; Schwester von Harold; Ehefrau von Robert; Mutter von Mary, Edith und Sybil; Großmutter von Sybbie, George und Marigold; Cousine 1° von James, Patrick, Susan, Hugh, James, Annabelle, Rose, Atticus und Victoria, 3° von Reginald, Isobel und Matthew (jeweils über Robert); stammt aus Cincinnati |
| Maggie Smith          | Barbara Adolph                                     | Violet Crawley                            | 1–52      | Dowager Countess of Grantham; Präsidentin des Downton Cottage Hospitals (bis St. 6, ab Folge 2 gemeinsam mit Isobel); Schirmherrin einer Organisation, die sich für Kriegsflüchtlinge einsetzt (St. 2); Witwe von Patrick; Mutter von Robert und Rosamund; Großmutter von Mary, Edith und Sybil; Urgroßmutter von Sybbie, George und Marigold; Tante von Susan und James (über Patrick); Großtante von James, Annabelle, Rose und Patrick; Urgroßtante von Victoria; Cousine 2° von Reginald, Isobel (über Reginald) und Matthew |
| Penelope Wilton       | Isabella Grothe                                    | Isobel Grey, geb. Turnbull, verw. Crawley | 1–52      | Lady Merton; gelernte Krankenschwester; Präsidentin des Downton Cottage Hospitals (gemeinsam mit Violet) (ab St. 1), später lediglich noch Fürsorgerin (St. 6); während des Krieges zunächst Verantwortliche für den organisatorischen Tagesablauf des Rekonvaleszenzheims Downton Abbey (gemeinsam mit Cora), danach erst für den Suchdienst nach Vermissten unter der Leitung des Roten Kreuzes in Nordfrankreich tätig, nach Kriegsende als Unterstützerin von Flüchtlingen (St. 2); Vorsteherin eines Zentrums für Frauen, die sich für ihr Überleben persönlich erniedrigen mussten (ab St. 3); Helferin bei der Einrichtung einer Ambulanz in Downton, für die sie sich anschließend auch engagiert (ab St. 4); Tochter von John; Schwester von Edward; Ehefrau von Richard; Witwe von Reginald; Mutter von Matthew; Stiefmutter von Larry und Tim; Großmutter von George; Cousine 2° von Violet und Patrick, 3° von Robert, Cora, Mary, Edith, Sybil, Tom (über Sybil), Henry (über Mary), Bertie (über Edith), Sybbie, Marigold, Rosamund, Marmaduke, James und Patrick (jeweils über Reginald) |
| Dan Stevens           | Tim Knauer                                         | Matthew Crawley †                         | 1–25      | Anwalt für Wirtschaftsrecht aus Manchester; Angestellter in der Kanzlei „Harvell & Carter“ in Ripon; gesetzlicher Erbe von Robert; eigenständiger Miteigentümer von Downton Abbey (St. 3); während des Krieges zunächst Lieutenant, später Captain (St. 2); Sohn von Isobel und Reginald; Ehemann von Mary; Vater von George; Onkel von Sybbie und Marigold; Enkel von John; Neffe von Edward; Cousin 2° von Violet und Patrick (sowie James, Annabelle, Rose, Atticus und Victoria (jeweils über Mary)), 3° von Robert, Cora (über Robert), Rosamund, Marmaduke (über Rosamund) und James, 4° von Mary, Edith, Sybil, Patrick, Tom (über Sybil), Henry (über Mary) und Bertie (über Edith); Ex-Verlobter von Lavinia Swire; verunglückt nach Georges Geburt tödlich mit seinem Automobil |
| David Robb            | Bodo Wolf                                          | Dr. Richard Clarkson                      | 2–52      | Arzt und Leiter des Downton Cottage Hospitals; während des Krieges im Rang eines Captains, später eines Majors Gesamtverantwortlicher über das Lazarett sowie Downton Abbey als Rekonvaleszenzheim (St. 2) Hauptrolle erst ab Folge 27 (Staffel 4), in den Folgen 2–25 (Staffel 1–3) zunächst Nebenrolle |
| Allen Leech           | Constantin von Jascheroff                          | Tom Branson                               | 4–52      | Chauffeur (St. 1–2), Journalist (St. 2–3), Gutsverwalter (St. 3–5); Ausbilder von Mary als Verwalterin ihres Erbes (St. 4); Mechaniker in der mit dem Verkauf von Landmaschinen erweiterten Automobilfirma seines Cousins in Boston (St. 6); Bruder von Kieran; Witwer von Sybil; Vater von Sybbie; Onkel von George und Marigold; Enkel eines Landwirts und Hofpächters mit Schwarzkopfschafen in Galway; Cousin 1° von Nuala sowie James, Susan und Hugh, 2° von Patrick, James, Annabelle, Rose, Atticus und Victoria, 3° von Reginald und Isobel, 4° von Matthew (jeweils über Sybil); One-Night-Stand von Edna; aufgewachsen in Bray; eröffnet gemeinsam mit Henry einen Gebrauchtwagenhandel Hauptrolle erst ab Folge 17 (Staffel 3), in den Folgen 4–15 (Staffel 1–2) zunächst Nebenrolle |
| Lily James            | Kristina Tietz (St. 3–4) Yvonne Greitzke (St. 5–6) | Rose Aldridge, geb. MacClare              | 24–43, 52 | freiwilliges Engagement für russische Flüchtlinge in York (St. 5); Tochter von Susan und Hugh; Schwester von James und Annabelle; Ehefrau von Atticus; Mutter von Victoria; Nichte von Louisa und Agatha; Großnichte von Violet und Patrick; Cousine 1° von Robert, Cora (über Robert), Rosamund und Marmaduke (über Rosamund), 2° von Mary, Edith, Sybil, Tom (über Sybil), Matthew (über Mary), Henry (über Mary), Bertie (über Edith), Sybbie, George und Marigold; Ex-Verlobte von Jack Ross (inoffiziell); Ex-Affäre von Terence Margadale; geht mit Atticus nach New York Hauptrolle erst ab Folge 26 (Staffel 4), in den Folgen 24–25 (Staffel 3) zunächst Gastrolle |
| Tom Cullen            | Oliver Siebeck                                     | Anthony „Tony“ Foyle                      | 28–42     | Lord Gillingham; Sohn von John „Johnnie“ Foyle; diente während des Krieges auf der Iron Duke unter Admiral Jellicoe, u. a. vor Jütland; Ehemann von Mabel Lane Fox; Ex-Geliebter von Mary; gibt sein vergebliches Werben um Mary auf und kehrt zu seiner Ex-Verlobten zurück, die er schließlich heiratet Hauptrolle erst ab Folge 35 (Staffel 5), in den Folgen 28–34 (Staffel 4) zunächst Nebenrolle |
| Julian Ovenden        | Frank Schaff                                       | Charles Blake                             | 31–41     | Abgeordneter der Staatsregierung, der einen Bericht über die ökonomische Bewirtschaftung ländlicher Grundbesitztümer verfassen soll, um deren Effektivität hinsichtlich ihrer Selbsttragung steigern, den Schaden durch die Kriegsjahre ermessen und eine mögliche Veränderung der Gesellschaft feststellen zu können; Vorgesetzter von Evelyn Napier; diente während des Krieges gemeinsam mit Tony auf der Iron Duke; Cousin 1° von Severus Blake; Verehrer von Mary; wird mit einer Handelsdelegation nach Polen entsendet Hauptrolle erst ab Folge 36 (Staffel 5), in den Folgen 31–34 (Staffel 4) zunächst Nebenrolle |
| Matthew Goode         | Markus Pfeiffer                                    | Henry Talbot                              | 43–52     | Automonteur und Team-Rennfahrer; Sohn eines Parlamentariers und Neffe eines Bischofs; Ehemann von Mary; Stiefvater von George; Onkel von Sybbie und Marigold; Neffe von Lady Shackleton; Cousin 1° von James und Susan, 2° von Patrick, James, Annabelle, Rose, Atticus und Victoria, 3° von Reginald und Isobel, 4° von Matthew (jeweils über Mary); eröffnet gemeinsam mit Tom einen Gebrauchtwagenhandel Hauptrolle erst ab Folge 47 (Staffel 6), in Folge 43 (Staffel 5) zunächst Gastrolle |
| Harry Hadden-Paton    | Nicolas Böll                                       | Herbert „Bertie“ Pelham                   | 43–52     | Marquess of Hexham; Verwalter (St. 5–6), dann Eigentümer von Brancaster Castle in Northumberland; Sohn von Mirada Pelham; Ehemann von Edith; Stiefvater von Marigold; Onkel von Sybbie und George; Cousin 1° von James und Susan (beide über Edith), 2° von Peter Pelham (vormaliger Lord Hexham) sowie Patrick, James, Annabelle, Rose, Atticus und Victoria, 3° von Reginald und Isobel, 4° von Matthew (jeweils über Edith) Als Hauptrolle nur in Folge 52 gelistet, in den Folgen 43–51 (Staffeln 5–6) als Nebenrolle |

#### Dienstboten
| Schauspieler      | Synchronsprecher  | Rolle                      | Folgen  | Bemerkungen |
| ----------------- | ----------------- | -------------------------- | ------- | --- |
| Brendan Coyle     | Michael Iwannek   | John Bates                 | 1–52    | Oberster Kammerdiener (Valet) von Robert, dem er im Zweiten Burenkrieg in Südafrika als Offiziersbursche diente; kurzzeitig Kellner im Pub „The Red Lion“ in Kirkbymoorside (St. 2); Ehemann von Anna; Vater ihres Sohnes; Witwer von Vera |
| Sophie McShera    | Julia Kaufmann    | Daisy Mason, geb. Robinson | 1–52    | Küchenmädchen (St. 1–2), Assistentin von Mrs. Patmore (St. 3), Beiköchin (ab St. 3); Witwe von William |
| Rose Leslie       | Julia Stoepel     | Gwen Harding, geb. Dawson  | 1–7, 47 | Hausmädchen; Tochter eines Knechts; Ehefrau von John Harding; verlässt ihren Dienst für eine Anstellung als Sekretärin bei einer Telefongesellschaft und arbeitet später bei der örtlichen Verwaltung von Yorkshire |
| Joanne Froggatt   | Marie Bierstedt   | Anna Bates, geb. Smith     | 1–52    | Oberstes Hausmädchen (St. 1–3), Kammerzofe von Mary (seit St. 3), übergangsweise auch von Cora (St. 4); Tochter eines Lohn-, später Stieftochter eines Hüttenarbeiters; Ehefrau von Mr. Bates; Mutter seines Sohnes |
| Lesley Nicol      | Joseline Gassen   | Beryl Patmore              | 1–52    | Köchin; Betreiberin einer Bed-and-Breakfast-Pension; Schwester von Kate Philpotts; Tante von Archibald „Archie“ Philpotts und Lucy |
| Rob James-Collier | Alexander Doering | Thomas Barrow              | 1–52    | Haus- (Footman) und Erster Diener (St. 1), während des Krieges zunächst Corporal im Sanitätscorps, später als Acting Sergeant verantwortlich für die medizinische Leitung des Rekonvaleszenzheims Downton Abbey, nach Kriegsende Schwarzmarkthändler für Lebensmittel (St. 2), Oberster Kammerdiener (St. 2–3) (kommissarisch bereits vor Folge 1 nach dem Weggang von Mr. Watson und am Ende von St. 5), Unterbutler (St. 3–6), Butler (ab Ende St. 6), zuvor kurzzeitig in Diensten von Sir Mark Stiles (St. 6); Sohn eines Uhrmachers; Ex-Affäre des Duke of Crowborough |
| Thomas Howes      | Tobias Nath       | William Mason †            | 1–12    | Haus- und Zweiter Diener; während des Krieges Soldat und Offiziersbursche von Matthew (St. 2); Sohn von Albert Mason; Ehemann von Daisy; stirbt aufgrund seiner zerstörten Lunge infolge einer Granatenexplosion in Amiens |
| Phyllis Logan     | Karin Buchholz    | Elsie Carson, geb. Hughes  | 1–52    | Oberste Hausdame; Besitzerin eines Hauses in der Brouncker Road (gemeinsam mit Carson) (ab St. 5); Tochter eines Bauern aus Argyll; Schwester von Becky; Ehefrau von Carson; Jugendliebe von Joe Burns |
| Jim Carter        | Jürgen Kluckert   | Charles Carson             | 1–52    | Butler; Besitzer eines Hauses in der Brouncker Road (gemeinsam mit Mrs. Hughes) (ab St. 5); Komitee-Vorsitzender eines Vereins, der ein Mahnmal für Kriegsgefallene errichtet (St. 5); Ehemann von Mrs. Hughes; vor seiner Anstellung auf Downton Abbey Mitglied des Duos „Die zwei fröhlichen Charlies“ (gemeinsam mit Charlie Grigg); tritt aus gesundheitsbedingten Gründen seinen Ruhestand an |
| Siobhan Finneran  | Andrea Aust       | Sarah O’Brien              | 1–25    | Kammerzofe von Cora; Tante von Alfred; stiehlt sich nachts Richtung Bombay davon, um in die Dienste von Susan MacClare zu treten, und wird später von der Frau des Gouverneurs Leslie Orme Wilson übernommen Die Rolle wurde zu Beginn der 26. Folge (Staffel 4) von einem namentlich unerwähnten Double dargestellt. |
| Kevin Doyle       | Uwe Büschken      | Joseph Molesley            | 2–52    | Butler von Isobel und Matthew sowie Kammerdiener von Matthew (später auch auf Downton Abbey) (St. 1–3), Hilfsarbeiter für Straßenausbesserungen und Lebensmittellieferant bei „Bakewell“ (St. 4), Hausdiener (St. 4–5), Erster Diener (St. 5–6), schließlich Lehrkraft für Geschichte und Literatur an der Downton Elementary School (ab Ende St. 6); Sohn von Bill Molesley Hauptrolle erst ab Folge 17 (Staffel 3), in den Folgen 2–15 (Staffel 1–2) zunächst Nebenrolle                                                                                                  |
| Amy Nuttall       | Natascha Schaff   | Ethel Parks                | 8–24    | Hausmädchen auf Downton Abbey (St. 2), Putzkraft (St. 2), Haushälterin und Köchin von Isobel (St. 3); Mutter von Charlie; Ex-Affäre von Maj. Charles Bryant; nimmt eine Arbeitsstelle bei Mrs. Watson in Cheadle an, nachdem ihr Ruf in Downton aufgrund ihrer zwischenzeitlichen Tätigkeit als Prostituierte (St. 3) ruiniert ist |
| Matt Milne        | Leonhard Mahlich  | Alfred Nugent              | 17–33   | Hausdiener, kurzzeitig Kammerdiener von Tom und Matthew (St. 3), Zweiter Diener (St. 4); vor seiner Anstellung auf Downton Abbey Kellner in einem Hotel; Neffe von Sarah O’Brien; Liebelei von Ms. Reed; tritt eine kostenlose Ausbildungsstelle zum Koch im Londoner „Hotel Ritz“ an und wird ein Jahr später zum Souschef befördert |
| Ed Speleers       | Nico Sablik       | James „Jimmy“ Kent         | 20–36   | Hausdiener (St. 3), Erster Diener (St. 3–5); Liebelei von Ivy; muss seinen Dienst nach einer Liebesnacht mit seiner früheren Arbeitgeberin Lady Anstruther verlassen |
| Cara Theobold     | Luisa Wietzorek   | Ivy Stuart                 | 20–34   | Küchenmädchen; Liebelei von Jimmy; geht nach New York, um als Köchin für Harold Levinson zu arbeiten Hauptrolle erst ab Folge 26 (Staffel 4), in den Folgen 20–25 (Staffel 3) zunächst Nebenrolle |
| Raquel Cassidy    | Peggy Sander      | Phyllis Baxter             | 30–52   | Kammerzofe von Cora; vor ihrer Anstellung dreijähriger Gefängnisaufenthalt wegen Diebstahls bei ihrer früheren Arbeitgeberin Mrs. Benton Hauptrolle erst ab Folge 35 (Staffel 5), in den Folgen 30–34 (Staffel 4) zunächst Nebenrolle |
| Michael Fox       | Ricardo Richter   | Andrew „Andy“ Parker       | 42–52   | zunächst kurzzeitig Aushilfe im Grantham House, dann Hausdiener auf Downton Abbey; lässt sich zusätzlich von Mr. Mason in der Schweinezucht ausbilden; vor seiner Anstellung Saaldiener in Bayswater; aufgewachsen im Londoner East End; leidet an Analphabetismus Hauptrolle erst ab Folge 44 (Staffel 6), in den Folgen 42–43 (Staffel 5) zunächst Gastrolle |

### Nebendarsteller
| Schauspieler        | Synchronsprecher                                | Rolle                               | Folgen         | Bemerkungen |
| ------------------- | ----------------------------------------------- | ----------------------------------- | -------------- | --- |
| Jonathan Coy        | Detlef Bierstedt                                | George Murray                       | 1–23, 43       | Anwalt der Familie Crawley |
| Brendan Patricks    | Peter Flechtner                                 | Evelyn Napier                       | 3–7 30–33, 49  | Sohn und Erbe der Grafschaft Branksome; Kundschafter der Staatsregierung (St. 4); Verehrer von Mary |
| Robert Bathurst     | Reinhard Kuhnert                                | Sir Anthony Strallan                | 5–19           | Großgrundbesitzer; Eigentümer von Locksleigh House; Witwer von Maud; Ex-Verlobter von Edith; lässt Edith vor dem Traualtar stehen |
| Samantha Bond       | Sabine Falkenberg                               | Rosamund Painswick, geb. Crawley    | 7–52           | Eigentümerin eines Hauses am Londoner Belgrave Square; Stifterin des Hillcroft College in Surbiton für kluge Frauen aus bescheidenen Verhältnissen (St. 6); Tochter von Violet und Patrick; Schwester von Robert; Witwe von Marmaduke; Tante von Mary, Edith und Sybil; Großtante von Sybbie, George und Marigold; Nichte von Roberta und Gordon; Cousine 1° von James, Patrick, Susan, Hugh (über Susan), James, Annabelle, Rose, Atticus (über Rose) und Victoria, 3° von Reginald, Isobel (über Reginald) und Matthew |
| Christine Lohr      | Christel Merian (St. 1–2) Liane Rudolph (St. 3) | May Bird                            | 7–21           | Köchin von Isobel und Matthew; während des Krieges in Abwesenheit ihrer Arbeitgeber Betreiberin einer Suppenküche (gemeinsam mit Mrs. Patmore, Daisy und Mr. Molesley); kehrt aus Protest nach Manchester zurück, als Ethel im Crawley-Haus eingestellt wird |
| Zoe Boyle           | Sanam Afrashteh                                 | Lavinia Swire †                     | 8–15           | Tochter des Londoner Rechtsanwalts Reginald Swire und seiner Frau Anne; Nichte des Liberalen Politikers Jonathan Swire, dem sie einst als Erpresste geheime Dokumente entwendete und an die Presse weitergab, wodurch sie den Skandal rund um die Marconi-Aktienaffäre von 1912 auslöste; Verlobte von Matthew; stirbt an der Spanischen Grippe |
| Maria Doyle Kennedy | Katja Brügger                                   | Vera Bates †                        | 8–13           | Ehefrau von Mr. Bates; Cousine von Mr. Harlip; kurzzeitig in Diensten von Susan MacClare (St. 1); begeht Suizid mittels einer mit Arsen versetzten Pastete, wofür Mr. Bates wegen Mordes verurteilt wird |
| Iain Glen           | Bernd Vollbrecht                                | Sir Richard Carlisle of Morningside | 9–16           | Zeitungsverleger (u. a. „Rundbrief des Hofes“); Eigentümer von Haxby Park (nach dem Verkauf durch die Russells); Ex-Verlobter von Mary; verlässt Downton, nachdem Mary ihre Verbindung gelöst hat |
| Daniel Pirrie       | Matthias Klages                                 | Charles Bryant †                    | 10–12          | Major; Sohn von Daphne und Horace Bryant; Vater von Charles „Charlie“ Parks; Ex-Affäre von Ethel; fällt kurz vor Kriegsende in der Schlacht von Vittorio Veneto (Nachricht des Todes in Folge 13) |
| Paul Copley         | Rüdiger Evers                                   | Albert Mason                        | 12–52          | Bauer; Besitzer des Hofes von Mallerton Hall, später Pächter der Yewtree Farm (als Nachfolger von Tim Drewe) (St. 6); Vater von William; Schwiegervater von Daisy |
| Clare Calbraith     | Nicole Hannak                                   | Jane Moorsum                        | 12–15          | Hausmädchen; Tochter einer Apfelhändlerin; Kriegerwitwe; Mutter von Freddie; verlässt Downton Abbey nach einer Liebelei mit Robert, damit er sich in seinem Haus nicht unwohl fühlen muss |
| Michael Cochrane    | Georg Tryphon                                   | Albert Travis                       | 12–22 46–52    | Pfarrer in Downton |
| Kevin McNally       | Jörg Hengstler                                  | Horace Bryant                       | 14–20          | Ehemann von Daphne; Vater von Charles; Großvater von Charles „Charlie“ Parks |
| Christine Mackie    | Monica Bielenstein                              | Daphne Bryant                       | 14–24          | Ehefrau von Horace; Mutter von Charles; Großmutter von Charles „Charlie“ Parks |
| Douglas Reith       | Rainer Doering                                  | Richard „Dickie“ Grey               | 17, 33–52      | Lord Merton; Eigentümer von Cavenham Park (bis Ende St. 6); Vorsteher eines neu gebildeten Spendergremiums nach der Fusion des Downton Cottage Hospitals mit dem Royal Yorkshire Hospital (ab St. 6); Ehemann von Isobel; Witwer von Ada; Vater von Larry und Tim; Patenonkel von Mary |
| Jason Furnival      | Joachim Kaps                                    | Craig                               | 17–22          | Zellengenosse von Mr. Bates; erhält wegen Drogenhandelns im Gefängnis ein zusätzliches Jahr Haftstrafe |
| Shirley MacLaine    | Judy Winter                                     | Martha Levinson                     | 17–18, 34      | Eigentümerin zweier Häuser in New York City und Newport; Witwe von Isidore; Mutter von Cora und Harold; Großmutter von Mary, Edith und Sybil; Urgroßmutter von Sybbie, George und Marigold |
| Neil Bell           |                                                 | Durrant                             | 18–22          | Schließer im Gefängnis, in dem Mr. Bates einsitzt; erhält wegen seiner Drogengeschäfte eine offizielle Rüge |
| Charles Edwards     | Torsten Michaelis                               | Michael Gregson †                   | 23–29          | Inhaber eines Verlagsunternehmens; Verleger der Zeitschrift „The Sketch“; Ehemann von Lizzy; Partner von Edith; Vater von Marigold; siedelt nach Deutschland über, wo er sich von seiner an Wahnsinn leidenden Frau scheiden lassen könnte, verschwindet jedoch nach einem Kampf mit einer Gruppe Nationalsozialisten spurlos und wird eineinhalb Jahre später während des Bürgerbräu-Putsches getötet |
| MyAnna Buring       | Maja Maneiro                                    | Edna Braithwaite                    | 25–29          | Hausmädchen (St. 3), Kammerzofe von Cora (St. 4); One-Night-Stand von Tom; muss ihren Dienst nach der Enthüllung einer geplanten Intrige verlassen |
| Peter Egan          | Kaspar Eichel                                   | Hugh „Shrimpie“ MacClare            | 25, 38, 42, 52 | verarmter Marquess of Flintshire; Earl of Newtonmore; ehemaliger Eigentümer von Duneagle Castle; Minister im Auswärtigen Amt; Bruder von Louisa und Agatha; Ex-Ehemann von Susan; Vater von James, Annabelle und Rose; Großvater von Victoria; Cousin 1° von Robert, Cora, Mary, Edith, Sybil, Tom, Matthew, Sybbie, George, Marigold, Rosamund und Marmaduke (jeweils über Susan); wird für drei Jahre nach Bombay (Außenposten des Empires) versetzt                                                                   |
| Phoebe Nicholls     | Silke Matthias                                  | Susan MacClare                      | 25, 42         | verarmte Marchioness of Flintshire; Eigentümerin eines Hauses in der Upper Brook Street (zunächst zusammen mit Hugh); Ex-Ehefrau von Hugh; Mutter von James, Annabelle und Rose; Großmutter von Victoria; Nichte und Patentochter von Violet; Cousine 1° von Robert, Cora (über Robert), Rosamund, Marmaduke (über Rosamund), Mary, Edith, Sybil, Tom (über Sybil), Matthew (über Mary), Henry (über Mary), Bertie (über Edith), Sybbie, George und Marigold; zieht mit Hugh nach Bombay                                 |
| Jeremy Swift        | Christoph Banken                                | Septimus Spratt                     | 26–52          | Butler von Violet; Kolumnist bei „The Sketch“ (unter dem Pseudonym „Miss Cassandra Jones“); Onkel von Wally Stern |
| Harriet Walter      | Liane Rudolph                                   | Lady Prudence Shackleton            | 26, 35, 47, 51 | Witwe von Hubert; Mutter von Philip; Tante von Henry Talbot; langjährige Freundin von Violet |
| Nigel Harman        | Rainer Fritzsche                                | Alex Green †                        | 28–33          | Kammerdiener von Tony; Vergewaltiger von Anna; wird von einem früheren Opfer auf die Piccadilly gestoßen und überfahren |
| Gary Carr           | Marios Gavrilis                                 | Jack Ross                           | 29–33          | afroamerikanischer Jazz-Musiker aus Chicago; Sänger im Londoner „Lotus Club“; trennt sich kurz nach ihrer Verlobung von Rose, um deren Zukunft nicht zu zerstören |
| Andrew Scarborough  | Nico Mamone                                     | Timothy „Tim“ Drewe                 | 30–45          | Pächter der Yew Tree Farm, Schweinezüchter der Familie Crawley (ab St. 4), Leiter der Feuerwehr ihres Anwesens (ab St. 5); Ehemann von Margie; Vater von Peter, Billy und einer Tochter; ehemaliger Pflegevater von Marigold; sieht sich nach einer neuen Pacht um, da es seine Frau nicht schafft, sich von Marigold zu lösen |
| Daisy Lewis         | Maria Koschny                                   | Sarah Bunting                       | 32–39          | Lehrerin an der Downton Elementary School; wechselt an eine Oberschule in Preston, als Tom den Kontakt zu ihr abbricht, nachdem sie Robert des Öfteren bewusst durch ihre sozialistischen Ansichten provoziert hat |
| Paul Giamatti       | Lutz Schnell                                    | Harold Levinson                     | 34             | hat „irgendetwas“ mit Yachten (St. 3) und Ölrechten (St. 4) zu tun; mit seiner Firma verwickelt in den Teapot-Dome-Skandal von 1922; Sohn von Martha und Isidore; Bruder von Cora; Onkel von Mary, Edith und Sybil; Großonkel von Sybbie, George und Marigold |
| Emma Lowndes        | Katrin Zimmermann                               | Margie Drewe                        | 35–45          | Ehefrau von Tim; Mutter von Peter, Billy und einer Tochter; ehemalige Pflegemutter von Marigold; zieht mit ihrer Familie fort |
| Patrick Brennan     |                                                 | Mr. Dawes                           | 35, 45–52      | Direktor der Downton Elementary School; lässt Daisy Prüfungen zur Studienreife ablegen und testet Molesleys Allgemeinbildung, um ihn einstellen zu können |
| Richard E. Grant    | Jürgen Uter                                     | Simon Bricker                       | 36–39          | Kunsthistoriker; Verehrer von Cora; verlässt Downton Abbey nach einer körperlichen Auseinandersetzung mit Robert |
| Howard Ward         | Dieter Memel                                    | Sgt. Willis                         | 36–51          | Ermittler, u. a. im Todesfall Alex Green (St. 5–6) und der Fahndung nach Spratts aus dem Gefängnis entflohenem Neffen (St. 6) |
| Rade Šerbedžija     | Roland Hemmo                                    | Fürst Igor Kuragin                  | 37–43          | russischer Exilant; Ehemann der nach ihrer gemeinsamen Verhaftung vermutlich nach Hongkong (Wan Chai) verbannten Irina; früherer Verehrer von Violet; geht mit seiner Frau nach Paris |
| Catherine Steadman  | Julia Meynen                                    | Mabel Foyle, geb. Lane Fox          | 38–42          | Lady Gillingham; Tochter von Lord und Lady Osweston; Ehefrau von Tony Foyle |
| Louis Hilyer        | Viktor Neumann                                  | Inspector Vyner                     | 39–42          | Detective bei Scotland Yard; Ermittler im Todesfall Alex Green |
| Matt Barber         | Peter Lontzek                                   | Ephraim Atticus Aldridge            | 39–43, 52      | Banker in York, dann in London; Sohn von Rachel und Daniel Aldridge; Halbbruder von Daniel Clark; Ehemann von Rose; Vater von Victoria; Cousin 1° von Robert, Cora, Rosamund und Marmaduke, 2° von Mary, Edith, Sybil, Tom, Matthew, Henry, Bertie, Sybbie, George und Marigold (jeweils über Rose); folgt einem beruflichen Angebot aus New York |
| Sue Johnston        | Arianne Borbach                                 | Gladys Denker                       | 40–52          | Kammerzofe von Violet (als Nachfolgerin von Ms. Collins) |
| Penny Downie        | Irina von Bentheim                              | Rachel Aldridge                     | 40–43          | Lady Sinderby; Ehefrau von Daniel Aldridge; Mutter von Atticus; Großmutter von Victoria; Cousine von Lady Anne Melford und Sir John Gluck; Nachfahrin von Einwanderern während der Herrschaftszeit König Richards III. |
| James Faulkner      | Klaus-Dieter Klebsch                            | Daniel Aldridge                     | 40–43          | Lord Sinderby; Bankier von russischer Abstammung (die Familie wurde in den 1850ern durch Pogrome aus ihrer Heimat Odessa vertrieben und anschließend durch Daniels Vater umbenannt); Eigentümer von Canningford Grange; engagiert sich in der jüdischen Gemeinde; Ehemann von Rachel Aldridge; Vater von Atticus Aldridge und Daniel Clark; Großvater von Victoria; Ex-Affäre von Diana Clark |
| Sebastian Dunn      | Matthias Rimpler                                | Charles „Charlie“ Rogers †          | 43–50          | Cousin 3° von Peter Pelham, Lord Hexham; guter Freund von Atticus und Henry; kommt durch einen Unfall während des „Brooklands Race Track“ von 1925 ums Leben |
| Victoria Emslie     |                                                 | Audrey                              | 46–51          | Assistentin von Edith in deren Verlagsunternehmen |
| Antonia Bernath     |                                                 | Laura Edmunds                       | 48–52          | Chefredakteurin und Mitherausgeberin von „The Sketch“ |
| Phoebe Sparrow      | Tanja Schmitz                                   | Amelia Grey, geb. Cruikshank        | 49–52          | Tochter von Henry Cruikshank; Ehefrau von Larry Grey |

## Episodenliste

### Staffel 1
Die erste Staffel besteht aus sieben Episoden, die in der Gesamtverantwortung von Liz Trubridge und dem Produzenten Nigel Marchant hergestellt wurden. Serienerfinder Julian Fellowes schrieb alle Drehbücher zu jeder einzelnen Episode, in der ersten Staffel dabei unterstützt von Shelagh Stephenson (Folge 4) und Tina Pepler (Folge 6). Neben Rebecca Eaton und Gareth Neame fungierte er zudem als leitender Produzent. Sky Cinema strahlte die Staffel in Deutschland am 20. und 27. Juli 2011 in vier 90-Minuten-Teilen aus, wofür die Anfänge und Enden der einzelnen Folgen umgeschnitten wurden. Diese Aufteilung wählte man auch für die deutschsprachige Free-TV-Ausstrahlung bei SF 1 und ATV. Im ZDF erfolgte die Sendung der Staffel in der ursprünglichen Fassung von sieben Episoden, die seit dem 13. Oktober 2011 auf DVD erhältlich sind.
| Nummer   | Deutscher Titel (inoffiziell) | Stab                                       | Erstausstrahlung (UK) | Erstausstrahlung (D) | Laufzeit | Episodendarsteller |
| -------- | ----------------------------- | ------------------------------------------ | --------------------- | -------------------- | -------- | --- |
| 1.01 (1) | Das Vermächtnis               | Regie: Brian Percival Schnitt: John Wilson | 26. September 2010    | 20. Juli 2011        | 65:39    | - Helen Sheals als Mrs. Wigan – Postmeisterin in Downton (1, 3, 26, 35+36) - Jonathan Jaynes als Mr. Wigan – Postdienststellenleiter in Downton (1) - Perry Millward als Zeitungsjunge (1) - Lionel Guyett als Mr. Taylor – Chauffeur der Crawleys (1+2) - Charlie Cox als Duke Philip of Crowborough (1) - ??? als Ellen – Hausmädchen und Köchin von Isobel und Matthew (1–3) - Andrew Westfield als Lynch – Stallmeister und Kutscher der Crawleys (2+3) - Cathy Sara als Mrs. Drake (2+9) - Fergus O’Donnell als John Drake – Pächter und Bewirtschafter der Longfield-Farm (2+9) - Nicky Henson als Charles „Charlie“ Grigg (2, 26+27) - Roger Morlidge als Laufschienenmacher (3) - Theo James als Kemal Pamuk † – Attaché an der Türkischen Botschaft (3) - Elizabeth Hill als Krankenschwester (4) - Martin Reeve als Clerk – Hausangestellter von Isobel und Matthew (4) - Bill Fellows als Bauer Joe Burns (4) - Bernard Gallagher als William „Bill“ Molesley (5, 24, 26) - Jamie de Courcey als Trevor Andrew Morgan – Frauenrechtler und Kandidat der Liberalen Partei (6) - Sean McKenzie als Fernsprecherunternehmer Mr. Bromidge (7) - Ian Kelly als Arzt im Moorfields Eye Hospital (7) - Richard Hawley als NCO (7) - Jane Wenham als Mrs. Bates, geb. Keith † (7) |
| 1.02 (2) | Das Familienerbe              | Regie: Ben Bolt Schnitt: Nick McPhee       | 3. Oktober 2010       | 20. Juli 2011        | 47:33    | - Helen Sheals als Mrs. Wigan – Postmeisterin in Downton (1, 3, 26, 35+36) - Jonathan Jaynes als Mr. Wigan – Postdienststellenleiter in Downton (1) - Perry Millward als Zeitungsjunge (1) - Lionel Guyett als Mr. Taylor – Chauffeur der Crawleys (1+2) - Charlie Cox als Duke Philip of Crowborough (1) - ??? als Ellen – Hausmädchen und Köchin von Isobel und Matthew (1–3) - Andrew Westfield als Lynch – Stallmeister und Kutscher der Crawleys (2+3) - Cathy Sara als Mrs. Drake (2+9) - Fergus O’Donnell als John Drake – Pächter und Bewirtschafter der Longfield-Farm (2+9) - Nicky Henson als Charles „Charlie“ Grigg (2, 26+27) - Roger Morlidge als Laufschienenmacher (3) - Theo James als Kemal Pamuk † – Attaché an der Türkischen Botschaft (3) - Elizabeth Hill als Krankenschwester (4) - Martin Reeve als Clerk – Hausangestellter von Isobel und Matthew (4) - Bill Fellows als Bauer Joe Burns (4) - Bernard Gallagher als William „Bill“ Molesley (5, 24, 26) - Jamie de Courcey als Trevor Andrew Morgan – Frauenrechtler und Kandidat der Liberalen Partei (6) - Sean McKenzie als Fernsprecherunternehmer Mr. Bromidge (7) - Ian Kelly als Arzt im Moorfields Eye Hospital (7) - Richard Hawley als NCO (7) - Jane Wenham als Mrs. Bates, geb. Keith † (7) |
| 1.03 (3) | Eine verhängnisvolle Affäre   | Regie: Ben Bolt Schnitt: Nick McPhee       | 10. Oktober 2010      | 20. Juli 2011        | 47:30    | - Helen Sheals als Mrs. Wigan – Postmeisterin in Downton (1, 3, 26, 35+36) - Jonathan Jaynes als Mr. Wigan – Postdienststellenleiter in Downton (1) - Perry Millward als Zeitungsjunge (1) - Lionel Guyett als Mr. Taylor – Chauffeur der Crawleys (1+2) - Charlie Cox als Duke Philip of Crowborough (1) - ??? als Ellen – Hausmädchen und Köchin von Isobel und Matthew (1–3) - Andrew Westfield als Lynch – Stallmeister und Kutscher der Crawleys (2+3) - Cathy Sara als Mrs. Drake (2+9) - Fergus O’Donnell als John Drake – Pächter und Bewirtschafter der Longfield-Farm (2+9) - Nicky Henson als Charles „Charlie“ Grigg (2, 26+27) - Roger Morlidge als Laufschienenmacher (3) - Theo James als Kemal Pamuk † – Attaché an der Türkischen Botschaft (3) - Elizabeth Hill als Krankenschwester (4) - Martin Reeve als Clerk – Hausangestellter von Isobel und Matthew (4) - Bill Fellows als Bauer Joe Burns (4) - Bernard Gallagher als William „Bill“ Molesley (5, 24, 26) - Jamie de Courcey als Trevor Andrew Morgan – Frauenrechtler und Kandidat der Liberalen Partei (6) - Sean McKenzie als Fernsprecherunternehmer Mr. Bromidge (7) - Ian Kelly als Arzt im Moorfields Eye Hospital (7) - Richard Hawley als NCO (7) - Jane Wenham als Mrs. Bates, geb. Keith † (7) |
| 1.04 (4) | Neue Zeiten                   | Regie: Brian Kelly Schnitt: Alex Mackie    | 17. Oktober 2010      | 20. • 27. Juli 2011  | 46:02    | - Helen Sheals als Mrs. Wigan – Postmeisterin in Downton (1, 3, 26, 35+36) - Jonathan Jaynes als Mr. Wigan – Postdienststellenleiter in Downton (1) - Perry Millward als Zeitungsjunge (1) - Lionel Guyett als Mr. Taylor – Chauffeur der Crawleys (1+2) - Charlie Cox als Duke Philip of Crowborough (1) - ??? als Ellen – Hausmädchen und Köchin von Isobel und Matthew (1–3) - Andrew Westfield als Lynch – Stallmeister und Kutscher der Crawleys (2+3) - Cathy Sara als Mrs. Drake (2+9) - Fergus O’Donnell als John Drake – Pächter und Bewirtschafter der Longfield-Farm (2+9) - Nicky Henson als Charles „Charlie“ Grigg (2, 26+27) - Roger Morlidge als Laufschienenmacher (3) - Theo James als Kemal Pamuk † – Attaché an der Türkischen Botschaft (3) - Elizabeth Hill als Krankenschwester (4) - Martin Reeve als Clerk – Hausangestellter von Isobel und Matthew (4) - Bill Fellows als Bauer Joe Burns (4) - Bernard Gallagher als William „Bill“ Molesley (5, 24, 26) - Jamie de Courcey als Trevor Andrew Morgan – Frauenrechtler und Kandidat der Liberalen Partei (6) - Sean McKenzie als Fernsprecherunternehmer Mr. Bromidge (7) - Ian Kelly als Arzt im Moorfields Eye Hospital (7) - Richard Hawley als NCO (7) - Jane Wenham als Mrs. Bates, geb. Keith † (7) |
| 1.05 (5) | Unter Verdacht                | Regie: Brian Kelly Schnitt: Alex Mackie    | 24. Oktober 2010      | 27. Juli 2011        | 47:35    | - Helen Sheals als Mrs. Wigan – Postmeisterin in Downton (1, 3, 26, 35+36) - Jonathan Jaynes als Mr. Wigan – Postdienststellenleiter in Downton (1) - Perry Millward als Zeitungsjunge (1) - Lionel Guyett als Mr. Taylor – Chauffeur der Crawleys (1+2) - Charlie Cox als Duke Philip of Crowborough (1) - ??? als Ellen – Hausmädchen und Köchin von Isobel und Matthew (1–3) - Andrew Westfield als Lynch – Stallmeister und Kutscher der Crawleys (2+3) - Cathy Sara als Mrs. Drake (2+9) - Fergus O’Donnell als John Drake – Pächter und Bewirtschafter der Longfield-Farm (2+9) - Nicky Henson als Charles „Charlie“ Grigg (2, 26+27) - Roger Morlidge als Laufschienenmacher (3) - Theo James als Kemal Pamuk † – Attaché an der Türkischen Botschaft (3) - Elizabeth Hill als Krankenschwester (4) - Martin Reeve als Clerk – Hausangestellter von Isobel und Matthew (4) - Bill Fellows als Bauer Joe Burns (4) - Bernard Gallagher als William „Bill“ Molesley (5, 24, 26) - Jamie de Courcey als Trevor Andrew Morgan – Frauenrechtler und Kandidat der Liberalen Partei (6) - Sean McKenzie als Fernsprecherunternehmer Mr. Bromidge (7) - Ian Kelly als Arzt im Moorfields Eye Hospital (7) - Richard Hawley als NCO (7) - Jane Wenham als Mrs. Bates, geb. Keith † (7) |
| 1.06 (6) | Das Geständnis                | Regie: Brian Percival Schnitt: John Wilson | 31. Oktober 2010      | 27. Juli 2011        | 46:32    | - Helen Sheals als Mrs. Wigan – Postmeisterin in Downton (1, 3, 26, 35+36) - Jonathan Jaynes als Mr. Wigan – Postdienststellenleiter in Downton (1) - Perry Millward als Zeitungsjunge (1) - Lionel Guyett als Mr. Taylor – Chauffeur der Crawleys (1+2) - Charlie Cox als Duke Philip of Crowborough (1) - ??? als Ellen – Hausmädchen und Köchin von Isobel und Matthew (1–3) - Andrew Westfield als Lynch – Stallmeister und Kutscher der Crawleys (2+3) - Cathy Sara als Mrs. Drake (2+9) - Fergus O’Donnell als John Drake – Pächter und Bewirtschafter der Longfield-Farm (2+9) - Nicky Henson als Charles „Charlie“ Grigg (2, 26+27) - Roger Morlidge als Laufschienenmacher (3) - Theo James als Kemal Pamuk † – Attaché an der Türkischen Botschaft (3) - Elizabeth Hill als Krankenschwester (4) - Martin Reeve als Clerk – Hausangestellter von Isobel und Matthew (4) - Bill Fellows als Bauer Joe Burns (4) - Bernard Gallagher als William „Bill“ Molesley (5, 24, 26) - Jamie de Courcey als Trevor Andrew Morgan – Frauenrechtler und Kandidat der Liberalen Partei (6) - Sean McKenzie als Fernsprecherunternehmer Mr. Bromidge (7) - Ian Kelly als Arzt im Moorfields Eye Hospital (7) - Richard Hawley als NCO (7) - Jane Wenham als Mrs. Bates, geb. Keith † (7) |
| 1.07 (7) | Tage des Schicksals           | Regie: Brian Percival Schnitt: John Wilson | 7. November 2010      | 27. Juli 2011        | 62:35    | - Helen Sheals als Mrs. Wigan – Postmeisterin in Downton (1, 3, 26, 35+36) - Jonathan Jaynes als Mr. Wigan – Postdienststellenleiter in Downton (1) - Perry Millward als Zeitungsjunge (1) - Lionel Guyett als Mr. Taylor – Chauffeur der Crawleys (1+2) - Charlie Cox als Duke Philip of Crowborough (1) - ??? als Ellen – Hausmädchen und Köchin von Isobel und Matthew (1–3) - Andrew Westfield als Lynch – Stallmeister und Kutscher der Crawleys (2+3) - Cathy Sara als Mrs. Drake (2+9) - Fergus O’Donnell als John Drake – Pächter und Bewirtschafter der Longfield-Farm (2+9) - Nicky Henson als Charles „Charlie“ Grigg (2, 26+27) - Roger Morlidge als Laufschienenmacher (3) - Theo James als Kemal Pamuk † – Attaché an der Türkischen Botschaft (3) - Elizabeth Hill als Krankenschwester (4) - Martin Reeve als Clerk – Hausangestellter von Isobel und Matthew (4) - Bill Fellows als Bauer Joe Burns (4) - Bernard Gallagher als William „Bill“ Molesley (5, 24, 26) - Jamie de Courcey als Trevor Andrew Morgan – Frauenrechtler und Kandidat der Liberalen Partei (6) - Sean McKenzie als Fernsprecherunternehmer Mr. Bromidge (7) - Ian Kelly als Arzt im Moorfields Eye Hospital (7) - Richard Hawley als NCO (7) - Jane Wenham als Mrs. Bates, geb. Keith † (7) |

### Staffel 2
Die zweite Staffel besteht aus acht Episoden und einer Weihnachtsfolge, die im Juli und August 2012 bei Sky Cinema in sechs veränderten 90-Minuten-Teilen gezeigt wurden. Die Ausstrahlung zu Weihnachten 2013 im ZDF erfolgte in der ursprünglichen Fassung von neun Episoden, die seit dem 6. September 2012 auf DVD erhältlich sind. Liz Trubridge übernahm ab Staffel 2 die alleinige Produktionsverantwortung über die Folgen und wurde dabei durch den Line Producer Charles Hubbard unterstützt.
| Nummer    | Deutscher Titel (inoffiziell)  | Stab                                        | Erstausstrahlung (UK) | Erstausstrahlung (D)      | Laufzeit | Episodendarsteller |
| --------- | ------------------------------ | ------------------------------------------- | --------------------- | ------------------------- | -------- | --- |
| 2.01 (8)  | Kriegszeiten                   | Regie: Ashley Pearce Schnitt: John Wilson   | 18. September 2011    | 18. Juli 2012             | 66:10    | - Peter McNeil O’Connor als Sgt. Stevens (8) - Stephen Ventura als Davis † – erster Offiziersbursche von Matthew (8+9) - Richard Hansell als Feldarzt (8) - Danny Burns als Bahrenträger (8) - Jeremy Clyde als Gen. Robertson (8) - Cal MacAninch als Henry Lang – Oberster Kammerdiener auf Downton Abbey (9+10) - Lachlan Nieboer als Lt. Edward Courtenay † (9) - Graham Padden als Musterungsarzt (10) - Tom Feary-Campbell als Capt. Smiley (10) - Julian Wadham als Gen. Sir Herbert Strutt (10) - Howard Gossington als Veteran, der Mrs. Bird um Essen bittet (11) - David Sibley als Lazarettarzt in Leeds (12) - Trevor White als Maj. Patrick Gordon (13) - Nicholas Blatt als Brookes – Kammerdiener von Sir Richard (13+14) - Stephen Omer als Standesbeamter in Ripon (15) - Ed Pearce als Reginald „Reggie“ Swire † (15) - Anton Saunders als Polizeibeamter, der Mr. Bates festnimmt (15) - Sharon Small als Marigold Shore – Kammerzofe von Rosamund (16) - Tony Pritchard als Gefängniswärter (16) - Nigel Havers als Lord Hepworth – Verehrer von Rosamund (16) - Nick Sampson als Staatsanwalt im Strafverfahren gegen Mr. Bates (16) - Simon Poland als Rechtsbeistand von Mr. Bates (16) - Timothy Carlton als Richter (16) - Dominic Kemp als Vorsitzender der Geschworenen (16) |
| 2.02 (9)  | Hoffnung für Mary              | Regie: Ashley Pearce Schnitt: John Wilson   | 25. September 2011    | 18. • 25. Juli 2012       | 52:54    | - Peter McNeil O’Connor als Sgt. Stevens (8) - Stephen Ventura als Davis † – erster Offiziersbursche von Matthew (8+9) - Richard Hansell als Feldarzt (8) - Danny Burns als Bahrenträger (8) - Jeremy Clyde als Gen. Robertson (8) - Cal MacAninch als Henry Lang – Oberster Kammerdiener auf Downton Abbey (9+10) - Lachlan Nieboer als Lt. Edward Courtenay † (9) - Graham Padden als Musterungsarzt (10) - Tom Feary-Campbell als Capt. Smiley (10) - Julian Wadham als Gen. Sir Herbert Strutt (10) - Howard Gossington als Veteran, der Mrs. Bird um Essen bittet (11) - David Sibley als Lazarettarzt in Leeds (12) - Trevor White als Maj. Patrick Gordon (13) - Nicholas Blatt als Brookes – Kammerdiener von Sir Richard (13+14) - Stephen Omer als Standesbeamter in Ripon (15) - Ed Pearce als Reginald „Reggie“ Swire † (15) - Anton Saunders als Polizeibeamter, der Mr. Bates festnimmt (15) - Sharon Small als Marigold Shore – Kammerzofe von Rosamund (16) - Tony Pritchard als Gefängniswärter (16) - Nigel Havers als Lord Hepworth – Verehrer von Rosamund (16) - Nick Sampson als Staatsanwalt im Strafverfahren gegen Mr. Bates (16) - Simon Poland als Rechtsbeistand von Mr. Bates (16) - Timothy Carlton als Richter (16) - Dominic Kemp als Vorsitzender der Geschworenen (16) |
| 2.03 (10) | Das Hospital                   | Regie: Andy Goddard Schnitt: John Wilson    | 2. Oktober 2011       | 25. Juli 2012             | 53:09    | - Peter McNeil O’Connor als Sgt. Stevens (8) - Stephen Ventura als Davis † – erster Offiziersbursche von Matthew (8+9) - Richard Hansell als Feldarzt (8) - Danny Burns als Bahrenträger (8) - Jeremy Clyde als Gen. Robertson (8) - Cal MacAninch als Henry Lang – Oberster Kammerdiener auf Downton Abbey (9+10) - Lachlan Nieboer als Lt. Edward Courtenay † (9) - Graham Padden als Musterungsarzt (10) - Tom Feary-Campbell als Capt. Smiley (10) - Julian Wadham als Gen. Sir Herbert Strutt (10) - Howard Gossington als Veteran, der Mrs. Bird um Essen bittet (11) - David Sibley als Lazarettarzt in Leeds (12) - Trevor White als Maj. Patrick Gordon (13) - Nicholas Blatt als Brookes – Kammerdiener von Sir Richard (13+14) - Stephen Omer als Standesbeamter in Ripon (15) - Ed Pearce als Reginald „Reggie“ Swire † (15) - Anton Saunders als Polizeibeamter, der Mr. Bates festnimmt (15) - Sharon Small als Marigold Shore – Kammerzofe von Rosamund (16) - Tony Pritchard als Gefängniswärter (16) - Nigel Havers als Lord Hepworth – Verehrer von Rosamund (16) - Nick Sampson als Staatsanwalt im Strafverfahren gegen Mr. Bates (16) - Simon Poland als Rechtsbeistand von Mr. Bates (16) - Timothy Carlton als Richter (16) - Dominic Kemp als Vorsitzender der Geschworenen (16) |
| 2.04 (11) | Bates’ Rückkehr                | Regie: Brian Kelly Schnitt: Steve Singleton | 9. Oktober 2011       | 25. Juli • 1. August 2012 | 52:00    | - Peter McNeil O’Connor als Sgt. Stevens (8) - Stephen Ventura als Davis † – erster Offiziersbursche von Matthew (8+9) - Richard Hansell als Feldarzt (8) - Danny Burns als Bahrenträger (8) - Jeremy Clyde als Gen. Robertson (8) - Cal MacAninch als Henry Lang – Oberster Kammerdiener auf Downton Abbey (9+10) - Lachlan Nieboer als Lt. Edward Courtenay † (9) - Graham Padden als Musterungsarzt (10) - Tom Feary-Campbell als Capt. Smiley (10) - Julian Wadham als Gen. Sir Herbert Strutt (10) - Howard Gossington als Veteran, der Mrs. Bird um Essen bittet (11) - David Sibley als Lazarettarzt in Leeds (12) - Trevor White als Maj. Patrick Gordon (13) - Nicholas Blatt als Brookes – Kammerdiener von Sir Richard (13+14) - Stephen Omer als Standesbeamter in Ripon (15) - Ed Pearce als Reginald „Reggie“ Swire † (15) - Anton Saunders als Polizeibeamter, der Mr. Bates festnimmt (15) - Sharon Small als Marigold Shore – Kammerzofe von Rosamund (16) - Tony Pritchard als Gefängniswärter (16) - Nigel Havers als Lord Hepworth – Verehrer von Rosamund (16) - Nick Sampson als Staatsanwalt im Strafverfahren gegen Mr. Bates (16) - Simon Poland als Rechtsbeistand von Mr. Bates (16) - Timothy Carlton als Richter (16) - Dominic Kemp als Vorsitzender der Geschworenen (16) |
| 2.05 (12) | Bis dass der Tod euch scheidet | Regie: Brian Kelly Schnitt: Steve Singleton | 16. Oktober 2011      | 1. • 8. August 2012       | 53:03    | - Peter McNeil O’Connor als Sgt. Stevens (8) - Stephen Ventura als Davis † – erster Offiziersbursche von Matthew (8+9) - Richard Hansell als Feldarzt (8) - Danny Burns als Bahrenträger (8) - Jeremy Clyde als Gen. Robertson (8) - Cal MacAninch als Henry Lang – Oberster Kammerdiener auf Downton Abbey (9+10) - Lachlan Nieboer als Lt. Edward Courtenay † (9) - Graham Padden als Musterungsarzt (10) - Tom Feary-Campbell als Capt. Smiley (10) - Julian Wadham als Gen. Sir Herbert Strutt (10) - Howard Gossington als Veteran, der Mrs. Bird um Essen bittet (11) - David Sibley als Lazarettarzt in Leeds (12) - Trevor White als Maj. Patrick Gordon (13) - Nicholas Blatt als Brookes – Kammerdiener von Sir Richard (13+14) - Stephen Omer als Standesbeamter in Ripon (15) - Ed Pearce als Reginald „Reggie“ Swire † (15) - Anton Saunders als Polizeibeamter, der Mr. Bates festnimmt (15) - Sharon Small als Marigold Shore – Kammerzofe von Rosamund (16) - Tony Pritchard als Gefängniswärter (16) - Nigel Havers als Lord Hepworth – Verehrer von Rosamund (16) - Nick Sampson als Staatsanwalt im Strafverfahren gegen Mr. Bates (16) - Simon Poland als Rechtsbeistand von Mr. Bates (16) - Timothy Carlton als Richter (16) - Dominic Kemp als Vorsitzender der Geschworenen (16) |
| 2.06 (13) | Verwirrung der Gefühle         | Regie: Andy Goddard Schnitt: John Wilson    | 23. Oktober 2011      | 8. August 2012            | 53:08    | - Peter McNeil O’Connor als Sgt. Stevens (8) - Stephen Ventura als Davis † – erster Offiziersbursche von Matthew (8+9) - Richard Hansell als Feldarzt (8) - Danny Burns als Bahrenträger (8) - Jeremy Clyde als Gen. Robertson (8) - Cal MacAninch als Henry Lang – Oberster Kammerdiener auf Downton Abbey (9+10) - Lachlan Nieboer als Lt. Edward Courtenay † (9) - Graham Padden als Musterungsarzt (10) - Tom Feary-Campbell als Capt. Smiley (10) - Julian Wadham als Gen. Sir Herbert Strutt (10) - Howard Gossington als Veteran, der Mrs. Bird um Essen bittet (11) - David Sibley als Lazarettarzt in Leeds (12) - Trevor White als Maj. Patrick Gordon (13) - Nicholas Blatt als Brookes – Kammerdiener von Sir Richard (13+14) - Stephen Omer als Standesbeamter in Ripon (15) - Ed Pearce als Reginald „Reggie“ Swire † (15) - Anton Saunders als Polizeibeamter, der Mr. Bates festnimmt (15) - Sharon Small als Marigold Shore – Kammerzofe von Rosamund (16) - Tony Pritchard als Gefängniswärter (16) - Nigel Havers als Lord Hepworth – Verehrer von Rosamund (16) - Nick Sampson als Staatsanwalt im Strafverfahren gegen Mr. Bates (16) - Simon Poland als Rechtsbeistand von Mr. Bates (16) - Timothy Carlton als Richter (16) - Dominic Kemp als Vorsitzender der Geschworenen (16) |
| 2.07 (14) | Das Wunder                     | Regie: James Strong Schnitt: Mike Jones     | 30. Oktober 2011      | 8. • 15. August 2012      | 53:02    | - Peter McNeil O’Connor als Sgt. Stevens (8) - Stephen Ventura als Davis † – erster Offiziersbursche von Matthew (8+9) - Richard Hansell als Feldarzt (8) - Danny Burns als Bahrenträger (8) - Jeremy Clyde als Gen. Robertson (8) - Cal MacAninch als Henry Lang – Oberster Kammerdiener auf Downton Abbey (9+10) - Lachlan Nieboer als Lt. Edward Courtenay † (9) - Graham Padden als Musterungsarzt (10) - Tom Feary-Campbell als Capt. Smiley (10) - Julian Wadham als Gen. Sir Herbert Strutt (10) - Howard Gossington als Veteran, der Mrs. Bird um Essen bittet (11) - David Sibley als Lazarettarzt in Leeds (12) - Trevor White als Maj. Patrick Gordon (13) - Nicholas Blatt als Brookes – Kammerdiener von Sir Richard (13+14) - Stephen Omer als Standesbeamter in Ripon (15) - Ed Pearce als Reginald „Reggie“ Swire † (15) - Anton Saunders als Polizeibeamter, der Mr. Bates festnimmt (15) - Sharon Small als Marigold Shore – Kammerzofe von Rosamund (16) - Tony Pritchard als Gefängniswärter (16) - Nigel Havers als Lord Hepworth – Verehrer von Rosamund (16) - Nick Sampson als Staatsanwalt im Strafverfahren gegen Mr. Bates (16) - Simon Poland als Rechtsbeistand von Mr. Bates (16) - Timothy Carlton als Richter (16) - Dominic Kemp als Vorsitzender der Geschworenen (16) |
| 2.08 (15) | Am Abgrund                     | Regie: James Strong Schnitt: Mike Jones     | 6. November 2011      | 15. August 2012           | 67:22    | - Peter McNeil O’Connor als Sgt. Stevens (8) - Stephen Ventura als Davis † – erster Offiziersbursche von Matthew (8+9) - Richard Hansell als Feldarzt (8) - Danny Burns als Bahrenträger (8) - Jeremy Clyde als Gen. Robertson (8) - Cal MacAninch als Henry Lang – Oberster Kammerdiener auf Downton Abbey (9+10) - Lachlan Nieboer als Lt. Edward Courtenay † (9) - Graham Padden als Musterungsarzt (10) - Tom Feary-Campbell als Capt. Smiley (10) - Julian Wadham als Gen. Sir Herbert Strutt (10) - Howard Gossington als Veteran, der Mrs. Bird um Essen bittet (11) - David Sibley als Lazarettarzt in Leeds (12) - Trevor White als Maj. Patrick Gordon (13) - Nicholas Blatt als Brookes – Kammerdiener von Sir Richard (13+14) - Stephen Omer als Standesbeamter in Ripon (15) - Ed Pearce als Reginald „Reggie“ Swire † (15) - Anton Saunders als Polizeibeamter, der Mr. Bates festnimmt (15) - Sharon Small als Marigold Shore – Kammerzofe von Rosamund (16) - Tony Pritchard als Gefängniswärter (16) - Nigel Havers als Lord Hepworth – Verehrer von Rosamund (16) - Nick Sampson als Staatsanwalt im Strafverfahren gegen Mr. Bates (16) - Simon Poland als Rechtsbeistand von Mr. Bates (16) - Timothy Carlton als Richter (16) - Dominic Kemp als Vorsitzender der Geschworenen (16) |
| 2.09 (16) | Ein Antrag aus Liebe           | Regie: Brian Percival Schnitt: John Wilson  | 25. Dezember 2011     | 22. August 2012           | 92:37    | - Peter McNeil O’Connor als Sgt. Stevens (8) - Stephen Ventura als Davis † – erster Offiziersbursche von Matthew (8+9) - Richard Hansell als Feldarzt (8) - Danny Burns als Bahrenträger (8) - Jeremy Clyde als Gen. Robertson (8) - Cal MacAninch als Henry Lang – Oberster Kammerdiener auf Downton Abbey (9+10) - Lachlan Nieboer als Lt. Edward Courtenay † (9) - Graham Padden als Musterungsarzt (10) - Tom Feary-Campbell als Capt. Smiley (10) - Julian Wadham als Gen. Sir Herbert Strutt (10) - Howard Gossington als Veteran, der Mrs. Bird um Essen bittet (11) - David Sibley als Lazarettarzt in Leeds (12) - Trevor White als Maj. Patrick Gordon (13) - Nicholas Blatt als Brookes – Kammerdiener von Sir Richard (13+14) - Stephen Omer als Standesbeamter in Ripon (15) - Ed Pearce als Reginald „Reggie“ Swire † (15) - Anton Saunders als Polizeibeamter, der Mr. Bates festnimmt (15) - Sharon Small als Marigold Shore – Kammerzofe von Rosamund (16) - Tony Pritchard als Gefängniswärter (16) - Nigel Havers als Lord Hepworth – Verehrer von Rosamund (16) - Nick Sampson als Staatsanwalt im Strafverfahren gegen Mr. Bates (16) - Simon Poland als Rechtsbeistand von Mr. Bates (16) - Timothy Carlton als Richter (16) - Dominic Kemp als Vorsitzender der Geschworenen (16) |

### Staffel 3
Die Ausstrahlung der dritten Staffel, zu deren Produktionsbeginn Nigel Marchant – nun als Co-Executive-Producer – zurückkehrte, wurde von Sky im Juli und August 2013 durchgeführt, auch diesmal in Form von sechs umgeschnittenen 90-Minuten-Teilen. Die regulären Folgenfassungen sind seit dem 2. Oktober 2013 auf DVD erhältlich.
| Nummer    | Deutscher Titel (inoffiziell) | Stab                                       | Erstausstrahlung (UK) | Erstausstrahlung (D)      | Laufzeit | Episodendarsteller |
| --------- | ----------------------------- | ------------------------------------------ | --------------------- | ------------------------- | -------- | --- |
| 3.01 (17) | Hochzeit auf Downton          | Regie: Brian Percival Schnitt: John Wilson | 16. September 2012    | 17. Juli 2013             | 66:14    | - Michael Culkin als Cosmo Gordon Lang – Erzbischof von York (17+20) - Charlie Anson als Larry Grey – Bänker, Sohn von Richard Grey (17, 41, 52) - Lucille Sharp als Ms. Reed – Dienstmädchen von Martha Levinson (17+18) - Mark Penfold als Mr. Charkham – Anwalt von Reginald Swire (17+19) - Sarah Crowden als Lady Manville – Dinner-Gast auf Downton Abbey (18+42) - Clare Higgins als Audrey Bartlett – gute Freundin von Vera Bates (19+22) - Karl Haynes als Dent – unterstützender Mithäftling von Mr. Bates (19+20) - Ged Simmons als Gefängniswärter Turner (19+20) - Tim Pigott-Smith als Gynäkologe Sir Philip Tapsell (21) - Terence Harvey als Cottage-Verwalter Jarvis (23) - Ruairi Conaghan als Kieran Branson (23) - John Voce als Fotograf (23+51) - ??? als Father Dominic (23) - Jordan Long als Taxifahrer (24) - Edmund Kente als Mead – Butler von Rosamund (24) - Edward Baker-Duly als Terence Margadale (24) - Richard Teverson als Arzt Dr. Ryder (24, 45, 47) - Tony Turner als Inspektor Stanford (24) - Ron Donachie als Mr. McCree – Butler auf Duneagle Castle (25) - Simone Lahbib als Ms. Wilkins – Kammerzofe von Susan MacClare (25) - Jon Henshaw als Jos Tufton – Lebensmittelhändler und Verehrer von Mrs. Patmore (25) - Kenneth Bryans als Revierjäger Nield (25) |
| 3.02 (18) | Die Welt im Wandel            | Regie: Brian Percival Schnitt: John Wilson | 23. September 2012    | 17. • 24. Juli 2013       | 47:28    | - Michael Culkin als Cosmo Gordon Lang – Erzbischof von York (17+20) - Charlie Anson als Larry Grey – Bänker, Sohn von Richard Grey (17, 41, 52) - Lucille Sharp als Ms. Reed – Dienstmädchen von Martha Levinson (17+18) - Mark Penfold als Mr. Charkham – Anwalt von Reginald Swire (17+19) - Sarah Crowden als Lady Manville – Dinner-Gast auf Downton Abbey (18+42) - Clare Higgins als Audrey Bartlett – gute Freundin von Vera Bates (19+22) - Karl Haynes als Dent – unterstützender Mithäftling von Mr. Bates (19+20) - Ged Simmons als Gefängniswärter Turner (19+20) - Tim Pigott-Smith als Gynäkologe Sir Philip Tapsell (21) - Terence Harvey als Cottage-Verwalter Jarvis (23) - Ruairi Conaghan als Kieran Branson (23) - John Voce als Fotograf (23+51) - ??? als Father Dominic (23) - Jordan Long als Taxifahrer (24) - Edmund Kente als Mead – Butler von Rosamund (24) - Edward Baker-Duly als Terence Margadale (24) - Richard Teverson als Arzt Dr. Ryder (24, 45, 47) - Tony Turner als Inspektor Stanford (24) - Ron Donachie als Mr. McCree – Butler auf Duneagle Castle (25) - Simone Lahbib als Ms. Wilkins – Kammerzofe von Susan MacClare (25) - Jon Henshaw als Jos Tufton – Lebensmittelhändler und Verehrer von Mrs. Patmore (25) - Kenneth Bryans als Revierjäger Nield (25) |
| 3.03 (19) | Scherbenhaufen                | Regie: Andy Goddard Schnitt: Al Morrow     | 30. September 2012    | 24. Juli 2013             | 47:44    | - Michael Culkin als Cosmo Gordon Lang – Erzbischof von York (17+20) - Charlie Anson als Larry Grey – Bänker, Sohn von Richard Grey (17, 41, 52) - Lucille Sharp als Ms. Reed – Dienstmädchen von Martha Levinson (17+18) - Mark Penfold als Mr. Charkham – Anwalt von Reginald Swire (17+19) - Sarah Crowden als Lady Manville – Dinner-Gast auf Downton Abbey (18+42) - Clare Higgins als Audrey Bartlett – gute Freundin von Vera Bates (19+22) - Karl Haynes als Dent – unterstützender Mithäftling von Mr. Bates (19+20) - Ged Simmons als Gefängniswärter Turner (19+20) - Tim Pigott-Smith als Gynäkologe Sir Philip Tapsell (21) - Terence Harvey als Cottage-Verwalter Jarvis (23) - Ruairi Conaghan als Kieran Branson (23) - John Voce als Fotograf (23+51) - ??? als Father Dominic (23) - Jordan Long als Taxifahrer (24) - Edmund Kente als Mead – Butler von Rosamund (24) - Edward Baker-Duly als Terence Margadale (24) - Richard Teverson als Arzt Dr. Ryder (24, 45, 47) - Tony Turner als Inspektor Stanford (24) - Ron Donachie als Mr. McCree – Butler auf Duneagle Castle (25) - Simone Lahbib als Ms. Wilkins – Kammerzofe von Susan MacClare (25) - Jon Henshaw als Jos Tufton – Lebensmittelhändler und Verehrer von Mrs. Patmore (25) - Kenneth Bryans als Revierjäger Nield (25) |
| 3.04 (20) | Flucht nach Downton           | Regie: Andy Goddard Schnitt: Al Morrow     | 7. Oktober 2012       | 24. • 31. Juli 2013       | 47:33    | - Michael Culkin als Cosmo Gordon Lang – Erzbischof von York (17+20) - Charlie Anson als Larry Grey – Bänker, Sohn von Richard Grey (17, 41, 52) - Lucille Sharp als Ms. Reed – Dienstmädchen von Martha Levinson (17+18) - Mark Penfold als Mr. Charkham – Anwalt von Reginald Swire (17+19) - Sarah Crowden als Lady Manville – Dinner-Gast auf Downton Abbey (18+42) - Clare Higgins als Audrey Bartlett – gute Freundin von Vera Bates (19+22) - Karl Haynes als Dent – unterstützender Mithäftling von Mr. Bates (19+20) - Ged Simmons als Gefängniswärter Turner (19+20) - Tim Pigott-Smith als Gynäkologe Sir Philip Tapsell (21) - Terence Harvey als Cottage-Verwalter Jarvis (23) - Ruairi Conaghan als Kieran Branson (23) - John Voce als Fotograf (23+51) - ??? als Father Dominic (23) - Jordan Long als Taxifahrer (24) - Edmund Kente als Mead – Butler von Rosamund (24) - Edward Baker-Duly als Terence Margadale (24) - Richard Teverson als Arzt Dr. Ryder (24, 45, 47) - Tony Turner als Inspektor Stanford (24) - Ron Donachie als Mr. McCree – Butler auf Duneagle Castle (25) - Simone Lahbib als Ms. Wilkins – Kammerzofe von Susan MacClare (25) - Jon Henshaw als Jos Tufton – Lebensmittelhändler und Verehrer von Mrs. Patmore (25) - Kenneth Bryans als Revierjäger Nield (25) |
| 3.05 (21) | Auf Leben und Tod             | Regie: Jeremy Webb Schnitt: John Wilson    | 14. Oktober 2012      | 31. Juli • 7. August 2013 | 47:35    | - Michael Culkin als Cosmo Gordon Lang – Erzbischof von York (17+20) - Charlie Anson als Larry Grey – Bänker, Sohn von Richard Grey (17, 41, 52) - Lucille Sharp als Ms. Reed – Dienstmädchen von Martha Levinson (17+18) - Mark Penfold als Mr. Charkham – Anwalt von Reginald Swire (17+19) - Sarah Crowden als Lady Manville – Dinner-Gast auf Downton Abbey (18+42) - Clare Higgins als Audrey Bartlett – gute Freundin von Vera Bates (19+22) - Karl Haynes als Dent – unterstützender Mithäftling von Mr. Bates (19+20) - Ged Simmons als Gefängniswärter Turner (19+20) - Tim Pigott-Smith als Gynäkologe Sir Philip Tapsell (21) - Terence Harvey als Cottage-Verwalter Jarvis (23) - Ruairi Conaghan als Kieran Branson (23) - John Voce als Fotograf (23+51) - ??? als Father Dominic (23) - Jordan Long als Taxifahrer (24) - Edmund Kente als Mead – Butler von Rosamund (24) - Edward Baker-Duly als Terence Margadale (24) - Richard Teverson als Arzt Dr. Ryder (24, 45, 47) - Tony Turner als Inspektor Stanford (24) - Ron Donachie als Mr. McCree – Butler auf Duneagle Castle (25) - Simone Lahbib als Ms. Wilkins – Kammerzofe von Susan MacClare (25) - Jon Henshaw als Jos Tufton – Lebensmittelhändler und Verehrer von Mrs. Patmore (25) - Kenneth Bryans als Revierjäger Nield (25) |
| 3.06 (22) | Entfremdung                   | Regie: Jeremy Webb Schnitt: John Wilson    | 21. Oktober 2012      | 7. August 2013            | 47:31    | - Michael Culkin als Cosmo Gordon Lang – Erzbischof von York (17+20) - Charlie Anson als Larry Grey – Bänker, Sohn von Richard Grey (17, 41, 52) - Lucille Sharp als Ms. Reed – Dienstmädchen von Martha Levinson (17+18) - Mark Penfold als Mr. Charkham – Anwalt von Reginald Swire (17+19) - Sarah Crowden als Lady Manville – Dinner-Gast auf Downton Abbey (18+42) - Clare Higgins als Audrey Bartlett – gute Freundin von Vera Bates (19+22) - Karl Haynes als Dent – unterstützender Mithäftling von Mr. Bates (19+20) - Ged Simmons als Gefängniswärter Turner (19+20) - Tim Pigott-Smith als Gynäkologe Sir Philip Tapsell (21) - Terence Harvey als Cottage-Verwalter Jarvis (23) - Ruairi Conaghan als Kieran Branson (23) - John Voce als Fotograf (23+51) - ??? als Father Dominic (23) - Jordan Long als Taxifahrer (24) - Edmund Kente als Mead – Butler von Rosamund (24) - Edward Baker-Duly als Terence Margadale (24) - Richard Teverson als Arzt Dr. Ryder (24, 45, 47) - Tony Turner als Inspektor Stanford (24) - Ron Donachie als Mr. McCree – Butler auf Duneagle Castle (25) - Simone Lahbib als Ms. Wilkins – Kammerzofe von Susan MacClare (25) - Jon Henshaw als Jos Tufton – Lebensmittelhändler und Verehrer von Mrs. Patmore (25) - Kenneth Bryans als Revierjäger Nield (25) |
| 3.07 (23) | Veränderungen                 | Regie: David Evans Schnitt: Al Morrow      | 28. Oktober 2012      | 7. • 14. August 2013      | 47:35    | - Michael Culkin als Cosmo Gordon Lang – Erzbischof von York (17+20) - Charlie Anson als Larry Grey – Bänker, Sohn von Richard Grey (17, 41, 52) - Lucille Sharp als Ms. Reed – Dienstmädchen von Martha Levinson (17+18) - Mark Penfold als Mr. Charkham – Anwalt von Reginald Swire (17+19) - Sarah Crowden als Lady Manville – Dinner-Gast auf Downton Abbey (18+42) - Clare Higgins als Audrey Bartlett – gute Freundin von Vera Bates (19+22) - Karl Haynes als Dent – unterstützender Mithäftling von Mr. Bates (19+20) - Ged Simmons als Gefängniswärter Turner (19+20) - Tim Pigott-Smith als Gynäkologe Sir Philip Tapsell (21) - Terence Harvey als Cottage-Verwalter Jarvis (23) - Ruairi Conaghan als Kieran Branson (23) - John Voce als Fotograf (23+51) - ??? als Father Dominic (23) - Jordan Long als Taxifahrer (24) - Edmund Kente als Mead – Butler von Rosamund (24) - Edward Baker-Duly als Terence Margadale (24) - Richard Teverson als Arzt Dr. Ryder (24, 45, 47) - Tony Turner als Inspektor Stanford (24) - Ron Donachie als Mr. McCree – Butler auf Duneagle Castle (25) - Simone Lahbib als Ms. Wilkins – Kammerzofe von Susan MacClare (25) - Jon Henshaw als Jos Tufton – Lebensmittelhändler und Verehrer von Mrs. Patmore (25) - Kenneth Bryans als Revierjäger Nield (25) |
| 3.08 (24) | Intrigen                      | Regie: David Evans Schnitt: Al Morrow      | 4. November 2012      | 14. August 2013           | 66:48    | - Michael Culkin als Cosmo Gordon Lang – Erzbischof von York (17+20) - Charlie Anson als Larry Grey – Bänker, Sohn von Richard Grey (17, 41, 52) - Lucille Sharp als Ms. Reed – Dienstmädchen von Martha Levinson (17+18) - Mark Penfold als Mr. Charkham – Anwalt von Reginald Swire (17+19) - Sarah Crowden als Lady Manville – Dinner-Gast auf Downton Abbey (18+42) - Clare Higgins als Audrey Bartlett – gute Freundin von Vera Bates (19+22) - Karl Haynes als Dent – unterstützender Mithäftling von Mr. Bates (19+20) - Ged Simmons als Gefängniswärter Turner (19+20) - Tim Pigott-Smith als Gynäkologe Sir Philip Tapsell (21) - Terence Harvey als Cottage-Verwalter Jarvis (23) - Ruairi Conaghan als Kieran Branson (23) - John Voce als Fotograf (23+51) - ??? als Father Dominic (23) - Jordan Long als Taxifahrer (24) - Edmund Kente als Mead – Butler von Rosamund (24) - Edward Baker-Duly als Terence Margadale (24) - Richard Teverson als Arzt Dr. Ryder (24, 45, 47) - Tony Turner als Inspektor Stanford (24) - Ron Donachie als Mr. McCree – Butler auf Duneagle Castle (25) - Simone Lahbib als Ms. Wilkins – Kammerzofe von Susan MacClare (25) - Jon Henshaw als Jos Tufton – Lebensmittelhändler und Verehrer von Mrs. Patmore (25) - Kenneth Bryans als Revierjäger Nield (25) |
| 3.09 (25) | Himmel und Hölle              | Regie: Andy Goddard Schnitt: John Wilson   | 25. Dezember 2012     | 21. August 2013           | 92:35    | - Michael Culkin als Cosmo Gordon Lang – Erzbischof von York (17+20) - Charlie Anson als Larry Grey – Bänker, Sohn von Richard Grey (17, 41, 52) - Lucille Sharp als Ms. Reed – Dienstmädchen von Martha Levinson (17+18) - Mark Penfold als Mr. Charkham – Anwalt von Reginald Swire (17+19) - Sarah Crowden als Lady Manville – Dinner-Gast auf Downton Abbey (18+42) - Clare Higgins als Audrey Bartlett – gute Freundin von Vera Bates (19+22) - Karl Haynes als Dent – unterstützender Mithäftling von Mr. Bates (19+20) - Ged Simmons als Gefängniswärter Turner (19+20) - Tim Pigott-Smith als Gynäkologe Sir Philip Tapsell (21) - Terence Harvey als Cottage-Verwalter Jarvis (23) - Ruairi Conaghan als Kieran Branson (23) - John Voce als Fotograf (23+51) - ??? als Father Dominic (23) - Jordan Long als Taxifahrer (24) - Edmund Kente als Mead – Butler von Rosamund (24) - Edward Baker-Duly als Terence Margadale (24) - Richard Teverson als Arzt Dr. Ryder (24, 45, 47) - Tony Turner als Inspektor Stanford (24) - Ron Donachie als Mr. McCree – Butler auf Duneagle Castle (25) - Simone Lahbib als Ms. Wilkins – Kammerzofe von Susan MacClare (25) - Jon Henshaw als Jos Tufton – Lebensmittelhändler und Verehrer von Mrs. Patmore (25) - Kenneth Bryans als Revierjäger Nield (25) |

### Staffel 4
Die Gesamtverantwortung oblag dem Produzenten Rupert Ryle-Hodges und dem Line Producer Ian Hogan (ab Folge 27), nachdem sich auch Liz Trubridge in die Riege der leitenden Produzenten einreihte. Sky Atlantic HD zeigte die vierte Staffel über die Ostertage am 19. und 20. April 2014 in zehn Folgen, wobei das Christmas Special in zwei Hälften aufgeteilt war. Die Folgen sind seit dem 12. Juni 2014 auf DVD erhältlich.
| Nummer    | Deutscher Titel (inoffiziell) | Stab                                            | Erstausstrahlung (UK) | Erstausstrahlung (D) | Laufzeit | Episodendarsteller |
| --------- | ----------------------------- | ----------------------------------------------- | --------------------- | -------------------- | -------- | --- |
| 4.01 (26) | Schatten des Todes            | Regie: David Evans Schnitt: Al Morrow           | 22. September 2013    | 19. April 2014       | 66:26    | - Di Botcher als Nanny West (26) - Cole & Logan Weston als George Crawley #2 (26–33) - Ava Mann als Sybil „Sybbie“ Branson #3 (26–33) - Claire L. Whitworth als Isobels Hausmädchen (26–34) - Tristan Beint als Monk – Hausdiener von Michael Gregson (26) - Christina Carty als Schriftstellerin Virginia Woolf (26) - Jonathan Howard als Sam Thawley – Verehrer von Rose (27) - Patrick Kennedy als Terence Sampson (28+29, 34) - Andrew Alexander als Sir John Bullock (28+29) - Joanna David als Duchess of Yeovil (28+29) - ??? als Lady Raven (28+29) - Kiri Te Kanawa als Dame Nellie Melba – berühmte australische Opernsopranistin (28) - Joncie Elmore als John Pegg – junger Gärtner im Dower House (30+31) - Yves Aubert als Arsene Avignon – Souschef im Londoner „Ritz“ (30) - Simon Lowe als Oberkellner im „Never Be“ (31) - Stephen Critchlow als John Ward MP – Parlamentsmitglied der Liberalen Partei (32) - David Acton als Dr. Thompson (32) - Richard Dempsey als Hausdiener von Rosamund (33) - Poppy Drayton als Madeleine Allsopp – Tochter von Lord Aysgarth (34) - James Fox als William „Billy“ Allsopp – Lord Aysgarth (34) - Oliver Dimsdale als Edward VIII. – Prince of Wales (34) - Janet Montgomery als Freda Dudley Ward – Mätresse von Edward VIII. (34) - Michael Benz als Ethan Slade – Kammerdiener von Harold Levinson (34) - Alastair Bruce als Lord Chamberlain (34) - Guy Williams als König George V. (34) - Valerie Dane als Mary of Teck (34) - Pete Lee-Wilson als Pförtner (34) |
| 4.02 (27) | Matthews Vermächtnis          | Regie: David Evans Schnitt: Al Morrow           | 29. September 2013    | 19. April 2014       | 47:26    | - Di Botcher als Nanny West (26) - Cole & Logan Weston als George Crawley #2 (26–33) - Ava Mann als Sybil „Sybbie“ Branson #3 (26–33) - Claire L. Whitworth als Isobels Hausmädchen (26–34) - Tristan Beint als Monk – Hausdiener von Michael Gregson (26) - Christina Carty als Schriftstellerin Virginia Woolf (26) - Jonathan Howard als Sam Thawley – Verehrer von Rose (27) - Patrick Kennedy als Terence Sampson (28+29, 34) - Andrew Alexander als Sir John Bullock (28+29) - Joanna David als Duchess of Yeovil (28+29) - ??? als Lady Raven (28+29) - Kiri Te Kanawa als Dame Nellie Melba – berühmte australische Opernsopranistin (28) - Joncie Elmore als John Pegg – junger Gärtner im Dower House (30+31) - Yves Aubert als Arsene Avignon – Souschef im Londoner „Ritz“ (30) - Simon Lowe als Oberkellner im „Never Be“ (31) - Stephen Critchlow als John Ward MP – Parlamentsmitglied der Liberalen Partei (32) - David Acton als Dr. Thompson (32) - Richard Dempsey als Hausdiener von Rosamund (33) - Poppy Drayton als Madeleine Allsopp – Tochter von Lord Aysgarth (34) - James Fox als William „Billy“ Allsopp – Lord Aysgarth (34) - Oliver Dimsdale als Edward VIII. – Prince of Wales (34) - Janet Montgomery als Freda Dudley Ward – Mätresse von Edward VIII. (34) - Michael Benz als Ethan Slade – Kammerdiener von Harold Levinson (34) - Alastair Bruce als Lord Chamberlain (34) - Guy Williams als König George V. (34) - Valerie Dane als Mary of Teck (34) - Pete Lee-Wilson als Pförtner (34) |
| 4.03 (28) | Das Verbrechen                | Regie: Catherine Morshead Schnitt: Justin Krish | 6. Oktober 2013       | 19. April 2014       | 47:23    | - Di Botcher als Nanny West (26) - Cole & Logan Weston als George Crawley #2 (26–33) - Ava Mann als Sybil „Sybbie“ Branson #3 (26–33) - Claire L. Whitworth als Isobels Hausmädchen (26–34) - Tristan Beint als Monk – Hausdiener von Michael Gregson (26) - Christina Carty als Schriftstellerin Virginia Woolf (26) - Jonathan Howard als Sam Thawley – Verehrer von Rose (27) - Patrick Kennedy als Terence Sampson (28+29, 34) - Andrew Alexander als Sir John Bullock (28+29) - Joanna David als Duchess of Yeovil (28+29) - ??? als Lady Raven (28+29) - Kiri Te Kanawa als Dame Nellie Melba – berühmte australische Opernsopranistin (28) - Joncie Elmore als John Pegg – junger Gärtner im Dower House (30+31) - Yves Aubert als Arsene Avignon – Souschef im Londoner „Ritz“ (30) - Simon Lowe als Oberkellner im „Never Be“ (31) - Stephen Critchlow als John Ward MP – Parlamentsmitglied der Liberalen Partei (32) - David Acton als Dr. Thompson (32) - Richard Dempsey als Hausdiener von Rosamund (33) - Poppy Drayton als Madeleine Allsopp – Tochter von Lord Aysgarth (34) - James Fox als William „Billy“ Allsopp – Lord Aysgarth (34) - Oliver Dimsdale als Edward VIII. – Prince of Wales (34) - Janet Montgomery als Freda Dudley Ward – Mätresse von Edward VIII. (34) - Michael Benz als Ethan Slade – Kammerdiener von Harold Levinson (34) - Alastair Bruce als Lord Chamberlain (34) - Guy Williams als König George V. (34) - Valerie Dane als Mary of Teck (34) - Pete Lee-Wilson als Pförtner (34) |
| 4.04 (29) | Matthews Brief 1              | Regie: Catherine Morshead Schnitt: Justin Krish | 13. Oktober 2013      | 19. April 2014       | 47:28    | - Di Botcher als Nanny West (26) - Cole & Logan Weston als George Crawley #2 (26–33) - Ava Mann als Sybil „Sybbie“ Branson #3 (26–33) - Claire L. Whitworth als Isobels Hausmädchen (26–34) - Tristan Beint als Monk – Hausdiener von Michael Gregson (26) - Christina Carty als Schriftstellerin Virginia Woolf (26) - Jonathan Howard als Sam Thawley – Verehrer von Rose (27) - Patrick Kennedy als Terence Sampson (28+29, 34) - Andrew Alexander als Sir John Bullock (28+29) - Joanna David als Duchess of Yeovil (28+29) - ??? als Lady Raven (28+29) - Kiri Te Kanawa als Dame Nellie Melba – berühmte australische Opernsopranistin (28) - Joncie Elmore als John Pegg – junger Gärtner im Dower House (30+31) - Yves Aubert als Arsene Avignon – Souschef im Londoner „Ritz“ (30) - Simon Lowe als Oberkellner im „Never Be“ (31) - Stephen Critchlow als John Ward MP – Parlamentsmitglied der Liberalen Partei (32) - David Acton als Dr. Thompson (32) - Richard Dempsey als Hausdiener von Rosamund (33) - Poppy Drayton als Madeleine Allsopp – Tochter von Lord Aysgarth (34) - James Fox als William „Billy“ Allsopp – Lord Aysgarth (34) - Oliver Dimsdale als Edward VIII. – Prince of Wales (34) - Janet Montgomery als Freda Dudley Ward – Mätresse von Edward VIII. (34) - Michael Benz als Ethan Slade – Kammerdiener von Harold Levinson (34) - Alastair Bruce als Lord Chamberlain (34) - Guy Williams als König George V. (34) - Valerie Dane als Mary of Teck (34) - Pete Lee-Wilson als Pförtner (34) |
| 4.05 (30) | Annas Geheimnis               | Regie: Philip John Schnitt: Al Morrow           | 20. Oktober 2013      | 19. April 2014       | 46:46    | - Di Botcher als Nanny West (26) - Cole & Logan Weston als George Crawley #2 (26–33) - Ava Mann als Sybil „Sybbie“ Branson #3 (26–33) - Claire L. Whitworth als Isobels Hausmädchen (26–34) - Tristan Beint als Monk – Hausdiener von Michael Gregson (26) - Christina Carty als Schriftstellerin Virginia Woolf (26) - Jonathan Howard als Sam Thawley – Verehrer von Rose (27) - Patrick Kennedy als Terence Sampson (28+29, 34) - Andrew Alexander als Sir John Bullock (28+29) - Joanna David als Duchess of Yeovil (28+29) - ??? als Lady Raven (28+29) - Kiri Te Kanawa als Dame Nellie Melba – berühmte australische Opernsopranistin (28) - Joncie Elmore als John Pegg – junger Gärtner im Dower House (30+31) - Yves Aubert als Arsene Avignon – Souschef im Londoner „Ritz“ (30) - Simon Lowe als Oberkellner im „Never Be“ (31) - Stephen Critchlow als John Ward MP – Parlamentsmitglied der Liberalen Partei (32) - David Acton als Dr. Thompson (32) - Richard Dempsey als Hausdiener von Rosamund (33) - Poppy Drayton als Madeleine Allsopp – Tochter von Lord Aysgarth (34) - James Fox als William „Billy“ Allsopp – Lord Aysgarth (34) - Oliver Dimsdale als Edward VIII. – Prince of Wales (34) - Janet Montgomery als Freda Dudley Ward – Mätresse von Edward VIII. (34) - Michael Benz als Ethan Slade – Kammerdiener von Harold Levinson (34) - Alastair Bruce als Lord Chamberlain (34) - Guy Williams als König George V. (34) - Valerie Dane als Mary of Teck (34) - Pete Lee-Wilson als Pförtner (34) |
| 4.06 (31) | Unter Verdacht                | Regie: Philip John Schnitt: Al Morrow           | 27. Oktober 2013      | 20. April 2014       | 47:27    | - Di Botcher als Nanny West (26) - Cole & Logan Weston als George Crawley #2 (26–33) - Ava Mann als Sybil „Sybbie“ Branson #3 (26–33) - Claire L. Whitworth als Isobels Hausmädchen (26–34) - Tristan Beint als Monk – Hausdiener von Michael Gregson (26) - Christina Carty als Schriftstellerin Virginia Woolf (26) - Jonathan Howard als Sam Thawley – Verehrer von Rose (27) - Patrick Kennedy als Terence Sampson (28+29, 34) - Andrew Alexander als Sir John Bullock (28+29) - Joanna David als Duchess of Yeovil (28+29) - ??? als Lady Raven (28+29) - Kiri Te Kanawa als Dame Nellie Melba – berühmte australische Opernsopranistin (28) - Joncie Elmore als John Pegg – junger Gärtner im Dower House (30+31) - Yves Aubert als Arsene Avignon – Souschef im Londoner „Ritz“ (30) - Simon Lowe als Oberkellner im „Never Be“ (31) - Stephen Critchlow als John Ward MP – Parlamentsmitglied der Liberalen Partei (32) - David Acton als Dr. Thompson (32) - Richard Dempsey als Hausdiener von Rosamund (33) - Poppy Drayton als Madeleine Allsopp – Tochter von Lord Aysgarth (34) - James Fox als William „Billy“ Allsopp – Lord Aysgarth (34) - Oliver Dimsdale als Edward VIII. – Prince of Wales (34) - Janet Montgomery als Freda Dudley Ward – Mätresse von Edward VIII. (34) - Michael Benz als Ethan Slade – Kammerdiener von Harold Levinson (34) - Alastair Bruce als Lord Chamberlain (34) - Guy Williams als König George V. (34) - Valerie Dane als Mary of Teck (34) - Pete Lee-Wilson als Pförtner (34) |
| 4.07 (32) | Eine schwere Entscheidung     | Regie: Edward Hall Schnitt: Paul Garrick        | 3. November 2013      | 20. April 2014       | 47:27    | - Di Botcher als Nanny West (26) - Cole & Logan Weston als George Crawley #2 (26–33) - Ava Mann als Sybil „Sybbie“ Branson #3 (26–33) - Claire L. Whitworth als Isobels Hausmädchen (26–34) - Tristan Beint als Monk – Hausdiener von Michael Gregson (26) - Christina Carty als Schriftstellerin Virginia Woolf (26) - Jonathan Howard als Sam Thawley – Verehrer von Rose (27) - Patrick Kennedy als Terence Sampson (28+29, 34) - Andrew Alexander als Sir John Bullock (28+29) - Joanna David als Duchess of Yeovil (28+29) - ??? als Lady Raven (28+29) - Kiri Te Kanawa als Dame Nellie Melba – berühmte australische Opernsopranistin (28) - Joncie Elmore als John Pegg – junger Gärtner im Dower House (30+31) - Yves Aubert als Arsene Avignon – Souschef im Londoner „Ritz“ (30) - Simon Lowe als Oberkellner im „Never Be“ (31) - Stephen Critchlow als John Ward MP – Parlamentsmitglied der Liberalen Partei (32) - David Acton als Dr. Thompson (32) - Richard Dempsey als Hausdiener von Rosamund (33) - Poppy Drayton als Madeleine Allsopp – Tochter von Lord Aysgarth (34) - James Fox als William „Billy“ Allsopp – Lord Aysgarth (34) - Oliver Dimsdale als Edward VIII. – Prince of Wales (34) - Janet Montgomery als Freda Dudley Ward – Mätresse von Edward VIII. (34) - Michael Benz als Ethan Slade – Kammerdiener von Harold Levinson (34) - Alastair Bruce als Lord Chamberlain (34) - Guy Williams als König George V. (34) - Valerie Dane als Mary of Teck (34) - Pete Lee-Wilson als Pförtner (34) |
| 4.08 (33) | Der große Basar               | Regie: Edward Hall Schnitt: Justin Krish        | 10. November 2013     | 20. April 2014       | 66:55    | - Di Botcher als Nanny West (26) - Cole & Logan Weston als George Crawley #2 (26–33) - Ava Mann als Sybil „Sybbie“ Branson #3 (26–33) - Claire L. Whitworth als Isobels Hausmädchen (26–34) - Tristan Beint als Monk – Hausdiener von Michael Gregson (26) - Christina Carty als Schriftstellerin Virginia Woolf (26) - Jonathan Howard als Sam Thawley – Verehrer von Rose (27) - Patrick Kennedy als Terence Sampson (28+29, 34) - Andrew Alexander als Sir John Bullock (28+29) - Joanna David als Duchess of Yeovil (28+29) - ??? als Lady Raven (28+29) - Kiri Te Kanawa als Dame Nellie Melba – berühmte australische Opernsopranistin (28) - Joncie Elmore als John Pegg – junger Gärtner im Dower House (30+31) - Yves Aubert als Arsene Avignon – Souschef im Londoner „Ritz“ (30) - Simon Lowe als Oberkellner im „Never Be“ (31) - Stephen Critchlow als John Ward MP – Parlamentsmitglied der Liberalen Partei (32) - David Acton als Dr. Thompson (32) - Richard Dempsey als Hausdiener von Rosamund (33) - Poppy Drayton als Madeleine Allsopp – Tochter von Lord Aysgarth (34) - James Fox als William „Billy“ Allsopp – Lord Aysgarth (34) - Oliver Dimsdale als Edward VIII. – Prince of Wales (34) - Janet Montgomery als Freda Dudley Ward – Mätresse von Edward VIII. (34) - Michael Benz als Ethan Slade – Kammerdiener von Harold Levinson (34) - Alastair Bruce als Lord Chamberlain (34) - Guy Williams als König George V. (34) - Valerie Dane als Mary of Teck (34) - Pete Lee-Wilson als Pförtner (34) |
| 4.09 (34) | Besuch aus Amerika            | Regie: Jon East Schnitt: Al Morrow              | 25. Dezember 2013     | 20. April 2014       | 92:14    | - Di Botcher als Nanny West (26) - Cole & Logan Weston als George Crawley #2 (26–33) - Ava Mann als Sybil „Sybbie“ Branson #3 (26–33) - Claire L. Whitworth als Isobels Hausmädchen (26–34) - Tristan Beint als Monk – Hausdiener von Michael Gregson (26) - Christina Carty als Schriftstellerin Virginia Woolf (26) - Jonathan Howard als Sam Thawley – Verehrer von Rose (27) - Patrick Kennedy als Terence Sampson (28+29, 34) - Andrew Alexander als Sir John Bullock (28+29) - Joanna David als Duchess of Yeovil (28+29) - ??? als Lady Raven (28+29) - Kiri Te Kanawa als Dame Nellie Melba – berühmte australische Opernsopranistin (28) - Joncie Elmore als John Pegg – junger Gärtner im Dower House (30+31) - Yves Aubert als Arsene Avignon – Souschef im Londoner „Ritz“ (30) - Simon Lowe als Oberkellner im „Never Be“ (31) - Stephen Critchlow als John Ward MP – Parlamentsmitglied der Liberalen Partei (32) - David Acton als Dr. Thompson (32) - Richard Dempsey als Hausdiener von Rosamund (33) - Poppy Drayton als Madeleine Allsopp – Tochter von Lord Aysgarth (34) - James Fox als William „Billy“ Allsopp – Lord Aysgarth (34) - Oliver Dimsdale als Edward VIII. – Prince of Wales (34) - Janet Montgomery als Freda Dudley Ward – Mätresse von Edward VIII. (34) - Michael Benz als Ethan Slade – Kammerdiener von Harold Levinson (34) - Alastair Bruce als Lord Chamberlain (34) - Guy Williams als König George V. (34) - Valerie Dane als Mary of Teck (34) - Pete Lee-Wilson als Pförtner (34) |

- 1 Der Titel dieser Folge ist irreführend, da besagter Brief bereits in Folge 4.02 („Matthews Vermächtnis“) auftaucht und in 4.04 an sich keine Rolle mehr spielt. Auch ein Vertauschen der Titel kommt – inhaltlich gesehen – nicht in Betracht.

### Staffel 5
Nach nur einer Staffel wurde die Gesamtverantwortung erneut weitergereicht, nämlich an Produzent Chris Croucher, der an der Seite von Line Producerin Gina Marsh arbeitete. Nigel Marchant fungierte erstmals als „vollwertiger“ Executive Producer in dem seit Staffel 1 in dieser Zusammensetzung existierenden Team um Fellowes, Eaton und Neame, zu dem ab 2013 auch Trubridge zählte (vgl. Staffel 4). Die Folgen sind seit dem 25. Juni 2015 auf DVD erhältlich.
| Nummer    | Deutscher Titel (inoffiziell) | Stab                                         | Erstausstrahlung (UK) | Erstausstrahlung (D)   | Laufzeit | Episodendarsteller |
| --------- | ----------------------------- | -------------------------------------------- | --------------------- | ---------------------- | -------- | --- |
| 5.01 (35) | Der Hochzeitstag              | Regie: Catherine Morshead Schnitt: Al Morrow | 21. September 2014    | 1. April 2015          | 66:37    | - Eva & Karina Samms als Marigold (35–52) - Fifi Hart als Sybil „Sybbie“ Branson #4 (35–52) - Oliver & Zac Barker als George Crawley #3 (35–52) - Anna Chancellor als Lady Anstruther, geb. Mountevans (35) - James Joyce als Dinner-Gast auf Downton Abbey (35) - Louise Calf als Kitty Colthurst – Dinner-Gast auf Downton Abbey (35) - Ben Bradshaw als Apotheker (36) - Roberta Kerr als Verkäuferin in der Apotheke (36) - Naomi Radcliffe als Kriegswitwe Mrs. Elcot (36) - Oliver Ashworth als Radio-Techniker (36) - Keiran Flynn als Portier im Grand Hotel Liverpool (36) - Augusta Woods als Zimmermädchen im Grand Hotel (37) - Christopher Rozycki als Graf Nikolai Rostov (37–39) - Lauren Beacham als Bella Davis – Engagierte für russische Flüchtlinge (38+39) - Jamie Bradley als Friseur (40) - Devon Black als Empfangsdame in Ediths Verlag (41+45) - Ed Cooper Clarke als Timothy „Tim“ Grey – Diplomat, Sohn von Richard Grey (41) - Dean Ashton als Steinmetz Mr. Evens (42) - Sophie Cosson als Prostituierte (42) - Darren Machin als Basil Shute (42) - Alun Armstrong als Mr. Stowell – Butler von Lord Sinderby (43) - Hannah Wood als Küchenmädchen auf Brancaster Castle (43) - Jane Lapotaire als Prinzessin Irina Kuragin (43) - Alice Patten als Diana Clark (43) |
| 5.02 (36) | Zeitenwende                   | Regie: Catherine Morshead Schnitt: Al Morrow | 28. September 2014    | 8. April 2015          | 47:39    | - Eva & Karina Samms als Marigold (35–52) - Fifi Hart als Sybil „Sybbie“ Branson #4 (35–52) - Oliver & Zac Barker als George Crawley #3 (35–52) - Anna Chancellor als Lady Anstruther, geb. Mountevans (35) - James Joyce als Dinner-Gast auf Downton Abbey (35) - Louise Calf als Kitty Colthurst – Dinner-Gast auf Downton Abbey (35) - Ben Bradshaw als Apotheker (36) - Roberta Kerr als Verkäuferin in der Apotheke (36) - Naomi Radcliffe als Kriegswitwe Mrs. Elcot (36) - Oliver Ashworth als Radio-Techniker (36) - Keiran Flynn als Portier im Grand Hotel Liverpool (36) - Augusta Woods als Zimmermädchen im Grand Hotel (37) - Christopher Rozycki als Graf Nikolai Rostov (37–39) - Lauren Beacham als Bella Davis – Engagierte für russische Flüchtlinge (38+39) - Jamie Bradley als Friseur (40) - Devon Black als Empfangsdame in Ediths Verlag (41+45) - Ed Cooper Clarke als Timothy „Tim“ Grey – Diplomat, Sohn von Richard Grey (41) - Dean Ashton als Steinmetz Mr. Evens (42) - Sophie Cosson als Prostituierte (42) - Darren Machin als Basil Shute (42) - Alun Armstrong als Mr. Stowell – Butler von Lord Sinderby (43) - Hannah Wood als Küchenmädchen auf Brancaster Castle (43) - Jane Lapotaire als Prinzessin Irina Kuragin (43) - Alice Patten als Diana Clark (43) |
| 5.03 (37) | Fragen ohne Antworten         | Regie: Catherine Morshead Schnitt: Al Morrow | 5. Oktober 2014       | 15. April 2015         | 47:39    | - Eva & Karina Samms als Marigold (35–52) - Fifi Hart als Sybil „Sybbie“ Branson #4 (35–52) - Oliver & Zac Barker als George Crawley #3 (35–52) - Anna Chancellor als Lady Anstruther, geb. Mountevans (35) - James Joyce als Dinner-Gast auf Downton Abbey (35) - Louise Calf als Kitty Colthurst – Dinner-Gast auf Downton Abbey (35) - Ben Bradshaw als Apotheker (36) - Roberta Kerr als Verkäuferin in der Apotheke (36) - Naomi Radcliffe als Kriegswitwe Mrs. Elcot (36) - Oliver Ashworth als Radio-Techniker (36) - Keiran Flynn als Portier im Grand Hotel Liverpool (36) - Augusta Woods als Zimmermädchen im Grand Hotel (37) - Christopher Rozycki als Graf Nikolai Rostov (37–39) - Lauren Beacham als Bella Davis – Engagierte für russische Flüchtlinge (38+39) - Jamie Bradley als Friseur (40) - Devon Black als Empfangsdame in Ediths Verlag (41+45) - Ed Cooper Clarke als Timothy „Tim“ Grey – Diplomat, Sohn von Richard Grey (41) - Dean Ashton als Steinmetz Mr. Evens (42) - Sophie Cosson als Prostituierte (42) - Darren Machin als Basil Shute (42) - Alun Armstrong als Mr. Stowell – Butler von Lord Sinderby (43) - Hannah Wood als Küchenmädchen auf Brancaster Castle (43) - Jane Lapotaire als Prinzessin Irina Kuragin (43) - Alice Patten als Diana Clark (43) |
| 5.04 (38) | Der Eklat                     | Regie: Minkie Spiro Schnitt: Paul Garrick    | 12. Oktober 2014      | 22. April 2015         | 47:38    | - Eva & Karina Samms als Marigold (35–52) - Fifi Hart als Sybil „Sybbie“ Branson #4 (35–52) - Oliver & Zac Barker als George Crawley #3 (35–52) - Anna Chancellor als Lady Anstruther, geb. Mountevans (35) - James Joyce als Dinner-Gast auf Downton Abbey (35) - Louise Calf als Kitty Colthurst – Dinner-Gast auf Downton Abbey (35) - Ben Bradshaw als Apotheker (36) - Roberta Kerr als Verkäuferin in der Apotheke (36) - Naomi Radcliffe als Kriegswitwe Mrs. Elcot (36) - Oliver Ashworth als Radio-Techniker (36) - Keiran Flynn als Portier im Grand Hotel Liverpool (36) - Augusta Woods als Zimmermädchen im Grand Hotel (37) - Christopher Rozycki als Graf Nikolai Rostov (37–39) - Lauren Beacham als Bella Davis – Engagierte für russische Flüchtlinge (38+39) - Jamie Bradley als Friseur (40) - Devon Black als Empfangsdame in Ediths Verlag (41+45) - Ed Cooper Clarke als Timothy „Tim“ Grey – Diplomat, Sohn von Richard Grey (41) - Dean Ashton als Steinmetz Mr. Evens (42) - Sophie Cosson als Prostituierte (42) - Darren Machin als Basil Shute (42) - Alun Armstrong als Mr. Stowell – Butler von Lord Sinderby (43) - Hannah Wood als Küchenmädchen auf Brancaster Castle (43) - Jane Lapotaire als Prinzessin Irina Kuragin (43) - Alice Patten als Diana Clark (43) |
| 5.05 (39) | Das Desaster                  | Regie: Minkie Spiro Schnitt: Paul Garrick    | 19. Oktober 2014      | 29. April 2015         | 47:39    | - Eva & Karina Samms als Marigold (35–52) - Fifi Hart als Sybil „Sybbie“ Branson #4 (35–52) - Oliver & Zac Barker als George Crawley #3 (35–52) - Anna Chancellor als Lady Anstruther, geb. Mountevans (35) - James Joyce als Dinner-Gast auf Downton Abbey (35) - Louise Calf als Kitty Colthurst – Dinner-Gast auf Downton Abbey (35) - Ben Bradshaw als Apotheker (36) - Roberta Kerr als Verkäuferin in der Apotheke (36) - Naomi Radcliffe als Kriegswitwe Mrs. Elcot (36) - Oliver Ashworth als Radio-Techniker (36) - Keiran Flynn als Portier im Grand Hotel Liverpool (36) - Augusta Woods als Zimmermädchen im Grand Hotel (37) - Christopher Rozycki als Graf Nikolai Rostov (37–39) - Lauren Beacham als Bella Davis – Engagierte für russische Flüchtlinge (38+39) - Jamie Bradley als Friseur (40) - Devon Black als Empfangsdame in Ediths Verlag (41+45) - Ed Cooper Clarke als Timothy „Tim“ Grey – Diplomat, Sohn von Richard Grey (41) - Dean Ashton als Steinmetz Mr. Evens (42) - Sophie Cosson als Prostituierte (42) - Darren Machin als Basil Shute (42) - Alun Armstrong als Mr. Stowell – Butler von Lord Sinderby (43) - Hannah Wood als Küchenmädchen auf Brancaster Castle (43) - Jane Lapotaire als Prinzessin Irina Kuragin (43) - Alice Patten als Diana Clark (43) |
| 5.06 (40) | Nachricht aus Deutschland     | Regie: Philip John Schnitt: Al Morrow        | 26. Oktober 2014      | 6. Mai 2015            | 47:38    | - Eva & Karina Samms als Marigold (35–52) - Fifi Hart als Sybil „Sybbie“ Branson #4 (35–52) - Oliver & Zac Barker als George Crawley #3 (35–52) - Anna Chancellor als Lady Anstruther, geb. Mountevans (35) - James Joyce als Dinner-Gast auf Downton Abbey (35) - Louise Calf als Kitty Colthurst – Dinner-Gast auf Downton Abbey (35) - Ben Bradshaw als Apotheker (36) - Roberta Kerr als Verkäuferin in der Apotheke (36) - Naomi Radcliffe als Kriegswitwe Mrs. Elcot (36) - Oliver Ashworth als Radio-Techniker (36) - Keiran Flynn als Portier im Grand Hotel Liverpool (36) - Augusta Woods als Zimmermädchen im Grand Hotel (37) - Christopher Rozycki als Graf Nikolai Rostov (37–39) - Lauren Beacham als Bella Davis – Engagierte für russische Flüchtlinge (38+39) - Jamie Bradley als Friseur (40) - Devon Black als Empfangsdame in Ediths Verlag (41+45) - Ed Cooper Clarke als Timothy „Tim“ Grey – Diplomat, Sohn von Richard Grey (41) - Dean Ashton als Steinmetz Mr. Evens (42) - Sophie Cosson als Prostituierte (42) - Darren Machin als Basil Shute (42) - Alun Armstrong als Mr. Stowell – Butler von Lord Sinderby (43) - Hannah Wood als Küchenmädchen auf Brancaster Castle (43) - Jane Lapotaire als Prinzessin Irina Kuragin (43) - Alice Patten als Diana Clark (43) |
| 5.07 (41) | Heiratspläne                  | Regie: Philip John Schnitt: Paul Garrick     | 2. November 2014      | 13. Mai 2015           | 47:39    | - Eva & Karina Samms als Marigold (35–52) - Fifi Hart als Sybil „Sybbie“ Branson #4 (35–52) - Oliver & Zac Barker als George Crawley #3 (35–52) - Anna Chancellor als Lady Anstruther, geb. Mountevans (35) - James Joyce als Dinner-Gast auf Downton Abbey (35) - Louise Calf als Kitty Colthurst – Dinner-Gast auf Downton Abbey (35) - Ben Bradshaw als Apotheker (36) - Roberta Kerr als Verkäuferin in der Apotheke (36) - Naomi Radcliffe als Kriegswitwe Mrs. Elcot (36) - Oliver Ashworth als Radio-Techniker (36) - Keiran Flynn als Portier im Grand Hotel Liverpool (36) - Augusta Woods als Zimmermädchen im Grand Hotel (37) - Christopher Rozycki als Graf Nikolai Rostov (37–39) - Lauren Beacham als Bella Davis – Engagierte für russische Flüchtlinge (38+39) - Jamie Bradley als Friseur (40) - Devon Black als Empfangsdame in Ediths Verlag (41+45) - Ed Cooper Clarke als Timothy „Tim“ Grey – Diplomat, Sohn von Richard Grey (41) - Dean Ashton als Steinmetz Mr. Evens (42) - Sophie Cosson als Prostituierte (42) - Darren Machin als Basil Shute (42) - Alun Armstrong als Mr. Stowell – Butler von Lord Sinderby (43) - Hannah Wood als Küchenmädchen auf Brancaster Castle (43) - Jane Lapotaire als Prinzessin Irina Kuragin (43) - Alice Patten als Diana Clark (43) |
| 5.08 (42) | Die Hochzeit                  | Regie: Michael Engler Schnitt: Paul Garrick  | 9. November 2014      | 20. Mai 2015           | 66:56    | - Eva & Karina Samms als Marigold (35–52) - Fifi Hart als Sybil „Sybbie“ Branson #4 (35–52) - Oliver & Zac Barker als George Crawley #3 (35–52) - Anna Chancellor als Lady Anstruther, geb. Mountevans (35) - James Joyce als Dinner-Gast auf Downton Abbey (35) - Louise Calf als Kitty Colthurst – Dinner-Gast auf Downton Abbey (35) - Ben Bradshaw als Apotheker (36) - Roberta Kerr als Verkäuferin in der Apotheke (36) - Naomi Radcliffe als Kriegswitwe Mrs. Elcot (36) - Oliver Ashworth als Radio-Techniker (36) - Keiran Flynn als Portier im Grand Hotel Liverpool (36) - Augusta Woods als Zimmermädchen im Grand Hotel (37) - Christopher Rozycki als Graf Nikolai Rostov (37–39) - Lauren Beacham als Bella Davis – Engagierte für russische Flüchtlinge (38+39) - Jamie Bradley als Friseur (40) - Devon Black als Empfangsdame in Ediths Verlag (41+45) - Ed Cooper Clarke als Timothy „Tim“ Grey – Diplomat, Sohn von Richard Grey (41) - Dean Ashton als Steinmetz Mr. Evens (42) - Sophie Cosson als Prostituierte (42) - Darren Machin als Basil Shute (42) - Alun Armstrong als Mr. Stowell – Butler von Lord Sinderby (43) - Hannah Wood als Küchenmädchen auf Brancaster Castle (43) - Jane Lapotaire als Prinzessin Irina Kuragin (43) - Alice Patten als Diana Clark (43) |
| 5.09 (43) | Weihnachten                   | Regie: Minkie Spiro Schnitt: Al Morrow       | 25. Dezember 2014     | 27. Mai • 3. Juni 2015 | 93:29    | - Eva & Karina Samms als Marigold (35–52) - Fifi Hart als Sybil „Sybbie“ Branson #4 (35–52) - Oliver & Zac Barker als George Crawley #3 (35–52) - Anna Chancellor als Lady Anstruther, geb. Mountevans (35) - James Joyce als Dinner-Gast auf Downton Abbey (35) - Louise Calf als Kitty Colthurst – Dinner-Gast auf Downton Abbey (35) - Ben Bradshaw als Apotheker (36) - Roberta Kerr als Verkäuferin in der Apotheke (36) - Naomi Radcliffe als Kriegswitwe Mrs. Elcot (36) - Oliver Ashworth als Radio-Techniker (36) - Keiran Flynn als Portier im Grand Hotel Liverpool (36) - Augusta Woods als Zimmermädchen im Grand Hotel (37) - Christopher Rozycki als Graf Nikolai Rostov (37–39) - Lauren Beacham als Bella Davis – Engagierte für russische Flüchtlinge (38+39) - Jamie Bradley als Friseur (40) - Devon Black als Empfangsdame in Ediths Verlag (41+45) - Ed Cooper Clarke als Timothy „Tim“ Grey – Diplomat, Sohn von Richard Grey (41) - Dean Ashton als Steinmetz Mr. Evens (42) - Sophie Cosson als Prostituierte (42) - Darren Machin als Basil Shute (42) - Alun Armstrong als Mr. Stowell – Butler von Lord Sinderby (43) - Hannah Wood als Küchenmädchen auf Brancaster Castle (43) - Jane Lapotaire als Prinzessin Irina Kuragin (43) - Alice Patten als Diana Clark (43) |

### Staffel 6
Für die Herstellung der letzten Staffel stieß Susanne Simpson zu den leitenden Produzenten, die gemeinsam mit Rebecca Eaton für die Masterpiece-Arbeit verantwortlich war. Außerdem folgte Denis Wray seiner Vorgängerin Gina Marsh auf den Posten des Line Producer. Vor der regulären deutschen Erstausstrahlung im Pay-TV waren die finalen Folgen ab dem 16. April 2016 bereits über die VoD-Dienste Sky on Demand, Sky Go und Sky Online abrufbar. Seit dem 4. August 2016 sind sie auf DVD erhältlich.
| Nummer    | Deutscher Titel (inoffiziell) | Stab                                        | Erstausstrahlung (UK) | Erstausstrahlung (D)      | Laufzeit | Episodendarsteller |
| --------- | ----------------------------- | ------------------------------------------- | --------------------- | ------------------------- | -------- | --- |
| 6.01 (44) | Eine gute Nachricht           | Regie: Minkie Spiro Schnitt: Al Morrow      | 20. September 2015    | 3. Juni 2016              | 66:33    | - Nichola Burley als Rita Bevan – ehem. Zimmermädchen im Grand Hotel Liverpool (44) - Mark Morrell als Mr. Fairclough (44) - Adrian Lukis als Sir John Darnley – Eigentümer von Mallerton Hall (44) - Rick Bacon als Philip Henderson – Käufer von Mallerton Hall (44) - Nicholas Lumley als Auktionator (44) - Martin Walsh als Mr. Finch – Vertreter der Mastvieh-Ausstellung (45) - Paul Putner als Mr. Skinner – Chefredakteur von „The Sketch“ (45+46) - Trevor Cooper als Mr. Moore – Butler im Rothley Manor (45) - Andrew Caley als Preisrichter (45) - Ronald Pickup als Sir Michael Reresby – Eigentümer von Dryden Park (46) - Philip Battley als John Harding – Ehemann von Gwen Dawson (47) - Rupert Frazer als Gesundheitsminister Neville Chamberlain (48) - Margo Henson als Mrs. Jill McVeigh (49) - Charlotte Hamblin als Lady Anne Acland (49) - Rachel Marquez als Mrs. Dupper (49) - Noah Jupe als kleiner Junge (49) - Christos Lawton als Zeitnehmer Billy (50) - Peter Hamilton Dyer als Kommentator des „Brooklands Race Track“ (50) - Hayley Jayne Standing als Lucy – Nichte von Mrs. Patmore (50+51) - Jake Rowley als Paparazzo (50+51) - Erin Surtees als Molesleys Schülerin (51) - Lucas Culff als Molesleys Schüler (51) - Amir Heath als Kellner im „Ritz“ (52) - Alastair Bruce als Butler auf Brancaster Castle (52) - Patricia Hodge als Mirada Pelham – Mutter von Bertie (52) - James Greene als Sir Mark Stiles (52) - ??? als Lady Stiles (52) |
| 6.02 (45) | Hochzeit mit Hindernissen     | Regie: Minkie Spiro Schnitt: Al Morrow      | 27. September 2015    | 10. Juni 2016             | 47:17    | - Nichola Burley als Rita Bevan – ehem. Zimmermädchen im Grand Hotel Liverpool (44) - Mark Morrell als Mr. Fairclough (44) - Adrian Lukis als Sir John Darnley – Eigentümer von Mallerton Hall (44) - Rick Bacon als Philip Henderson – Käufer von Mallerton Hall (44) - Nicholas Lumley als Auktionator (44) - Martin Walsh als Mr. Finch – Vertreter der Mastvieh-Ausstellung (45) - Paul Putner als Mr. Skinner – Chefredakteur von „The Sketch“ (45+46) - Trevor Cooper als Mr. Moore – Butler im Rothley Manor (45) - Andrew Caley als Preisrichter (45) - Ronald Pickup als Sir Michael Reresby – Eigentümer von Dryden Park (46) - Philip Battley als John Harding – Ehemann von Gwen Dawson (47) - Rupert Frazer als Gesundheitsminister Neville Chamberlain (48) - Margo Henson als Mrs. Jill McVeigh (49) - Charlotte Hamblin als Lady Anne Acland (49) - Rachel Marquez als Mrs. Dupper (49) - Noah Jupe als kleiner Junge (49) - Christos Lawton als Zeitnehmer Billy (50) - Peter Hamilton Dyer als Kommentator des „Brooklands Race Track“ (50) - Hayley Jayne Standing als Lucy – Nichte von Mrs. Patmore (50+51) - Jake Rowley als Paparazzo (50+51) - Erin Surtees als Molesleys Schülerin (51) - Lucas Culff als Molesleys Schüler (51) - Amir Heath als Kellner im „Ritz“ (52) - Alastair Bruce als Butler auf Brancaster Castle (52) - Patricia Hodge als Mirada Pelham – Mutter von Bertie (52) - James Greene als Sir Mark Stiles (52) - ??? als Lady Stiles (52) |
| 6.03 (46) | Der schönste Tag              | Regie: Philip John Schnitt: Paul Garrick    | 4. Oktober 2015       | 17. Juni 2016             | 47:24    | - Nichola Burley als Rita Bevan – ehem. Zimmermädchen im Grand Hotel Liverpool (44) - Mark Morrell als Mr. Fairclough (44) - Adrian Lukis als Sir John Darnley – Eigentümer von Mallerton Hall (44) - Rick Bacon als Philip Henderson – Käufer von Mallerton Hall (44) - Nicholas Lumley als Auktionator (44) - Martin Walsh als Mr. Finch – Vertreter der Mastvieh-Ausstellung (45) - Paul Putner als Mr. Skinner – Chefredakteur von „The Sketch“ (45+46) - Trevor Cooper als Mr. Moore – Butler im Rothley Manor (45) - Andrew Caley als Preisrichter (45) - Ronald Pickup als Sir Michael Reresby – Eigentümer von Dryden Park (46) - Philip Battley als John Harding – Ehemann von Gwen Dawson (47) - Rupert Frazer als Gesundheitsminister Neville Chamberlain (48) - Margo Henson als Mrs. Jill McVeigh (49) - Charlotte Hamblin als Lady Anne Acland (49) - Rachel Marquez als Mrs. Dupper (49) - Noah Jupe als kleiner Junge (49) - Christos Lawton als Zeitnehmer Billy (50) - Peter Hamilton Dyer als Kommentator des „Brooklands Race Track“ (50) - Hayley Jayne Standing als Lucy – Nichte von Mrs. Patmore (50+51) - Jake Rowley als Paparazzo (50+51) - Erin Surtees als Molesleys Schülerin (51) - Lucas Culff als Molesleys Schüler (51) - Amir Heath als Kellner im „Ritz“ (52) - Alastair Bruce als Butler auf Brancaster Castle (52) - Patricia Hodge als Mirada Pelham – Mutter von Bertie (52) - James Greene als Sir Mark Stiles (52) - ??? als Lady Stiles (52) |
| 6.04 (47) | Willkommen zu Hause           | Regie: Philip John Schnitt: Paul Garrick    | 11. Oktober 2015      | 24. Juni 2016             | 47:01    | - Nichola Burley als Rita Bevan – ehem. Zimmermädchen im Grand Hotel Liverpool (44) - Mark Morrell als Mr. Fairclough (44) - Adrian Lukis als Sir John Darnley – Eigentümer von Mallerton Hall (44) - Rick Bacon als Philip Henderson – Käufer von Mallerton Hall (44) - Nicholas Lumley als Auktionator (44) - Martin Walsh als Mr. Finch – Vertreter der Mastvieh-Ausstellung (45) - Paul Putner als Mr. Skinner – Chefredakteur von „The Sketch“ (45+46) - Trevor Cooper als Mr. Moore – Butler im Rothley Manor (45) - Andrew Caley als Preisrichter (45) - Ronald Pickup als Sir Michael Reresby – Eigentümer von Dryden Park (46) - Philip Battley als John Harding – Ehemann von Gwen Dawson (47) - Rupert Frazer als Gesundheitsminister Neville Chamberlain (48) - Margo Henson als Mrs. Jill McVeigh (49) - Charlotte Hamblin als Lady Anne Acland (49) - Rachel Marquez als Mrs. Dupper (49) - Noah Jupe als kleiner Junge (49) - Christos Lawton als Zeitnehmer Billy (50) - Peter Hamilton Dyer als Kommentator des „Brooklands Race Track“ (50) - Hayley Jayne Standing als Lucy – Nichte von Mrs. Patmore (50+51) - Jake Rowley als Paparazzo (50+51) - Erin Surtees als Molesleys Schülerin (51) - Lucas Culff als Molesleys Schüler (51) - Amir Heath als Kellner im „Ritz“ (52) - Alastair Bruce als Butler auf Brancaster Castle (52) - Patricia Hodge als Mirada Pelham – Mutter von Bertie (52) - James Greene als Sir Mark Stiles (52) - ??? als Lady Stiles (52) |
| 6.05 (48) | Hoher Besuch                  | Regie: Michael Engler Schnitt: Al Morrow    | 18. Oktober 2015      | 1. Juli 2016              | 47:42    | - Nichola Burley als Rita Bevan – ehem. Zimmermädchen im Grand Hotel Liverpool (44) - Mark Morrell als Mr. Fairclough (44) - Adrian Lukis als Sir John Darnley – Eigentümer von Mallerton Hall (44) - Rick Bacon als Philip Henderson – Käufer von Mallerton Hall (44) - Nicholas Lumley als Auktionator (44) - Martin Walsh als Mr. Finch – Vertreter der Mastvieh-Ausstellung (45) - Paul Putner als Mr. Skinner – Chefredakteur von „The Sketch“ (45+46) - Trevor Cooper als Mr. Moore – Butler im Rothley Manor (45) - Andrew Caley als Preisrichter (45) - Ronald Pickup als Sir Michael Reresby – Eigentümer von Dryden Park (46) - Philip Battley als John Harding – Ehemann von Gwen Dawson (47) - Rupert Frazer als Gesundheitsminister Neville Chamberlain (48) - Margo Henson als Mrs. Jill McVeigh (49) - Charlotte Hamblin als Lady Anne Acland (49) - Rachel Marquez als Mrs. Dupper (49) - Noah Jupe als kleiner Junge (49) - Christos Lawton als Zeitnehmer Billy (50) - Peter Hamilton Dyer als Kommentator des „Brooklands Race Track“ (50) - Hayley Jayne Standing als Lucy – Nichte von Mrs. Patmore (50+51) - Jake Rowley als Paparazzo (50+51) - Erin Surtees als Molesleys Schülerin (51) - Lucas Culff als Molesleys Schüler (51) - Amir Heath als Kellner im „Ritz“ (52) - Alastair Bruce als Butler auf Brancaster Castle (52) - Patricia Hodge als Mirada Pelham – Mutter von Bertie (52) - James Greene als Sir Mark Stiles (52) - ??? als Lady Stiles (52) |
| 6.06 (49) | Tag der offenen Tür           | Regie: Michael Engler Schnitt: Al Morrow    | 25. Oktober 2015      | 8. Juli 2016              | 47:36    | - Nichola Burley als Rita Bevan – ehem. Zimmermädchen im Grand Hotel Liverpool (44) - Mark Morrell als Mr. Fairclough (44) - Adrian Lukis als Sir John Darnley – Eigentümer von Mallerton Hall (44) - Rick Bacon als Philip Henderson – Käufer von Mallerton Hall (44) - Nicholas Lumley als Auktionator (44) - Martin Walsh als Mr. Finch – Vertreter der Mastvieh-Ausstellung (45) - Paul Putner als Mr. Skinner – Chefredakteur von „The Sketch“ (45+46) - Trevor Cooper als Mr. Moore – Butler im Rothley Manor (45) - Andrew Caley als Preisrichter (45) - Ronald Pickup als Sir Michael Reresby – Eigentümer von Dryden Park (46) - Philip Battley als John Harding – Ehemann von Gwen Dawson (47) - Rupert Frazer als Gesundheitsminister Neville Chamberlain (48) - Margo Henson als Mrs. Jill McVeigh (49) - Charlotte Hamblin als Lady Anne Acland (49) - Rachel Marquez als Mrs. Dupper (49) - Noah Jupe als kleiner Junge (49) - Christos Lawton als Zeitnehmer Billy (50) - Peter Hamilton Dyer als Kommentator des „Brooklands Race Track“ (50) - Hayley Jayne Standing als Lucy – Nichte von Mrs. Patmore (50+51) - Jake Rowley als Paparazzo (50+51) - Erin Surtees als Molesleys Schülerin (51) - Lucas Culff als Molesleys Schüler (51) - Amir Heath als Kellner im „Ritz“ (52) - Alastair Bruce als Butler auf Brancaster Castle (52) - Patricia Hodge als Mirada Pelham – Mutter von Bertie (52) - James Greene als Sir Mark Stiles (52) - ??? als Lady Stiles (52) |
| 6.07 (50) | Das Autorennen                | Regie: David Evans Schnitt: Alex Kalmakrian | 1. November 2015      | 15. Juli 2016             | 47:33    | - Nichola Burley als Rita Bevan – ehem. Zimmermädchen im Grand Hotel Liverpool (44) - Mark Morrell als Mr. Fairclough (44) - Adrian Lukis als Sir John Darnley – Eigentümer von Mallerton Hall (44) - Rick Bacon als Philip Henderson – Käufer von Mallerton Hall (44) - Nicholas Lumley als Auktionator (44) - Martin Walsh als Mr. Finch – Vertreter der Mastvieh-Ausstellung (45) - Paul Putner als Mr. Skinner – Chefredakteur von „The Sketch“ (45+46) - Trevor Cooper als Mr. Moore – Butler im Rothley Manor (45) - Andrew Caley als Preisrichter (45) - Ronald Pickup als Sir Michael Reresby – Eigentümer von Dryden Park (46) - Philip Battley als John Harding – Ehemann von Gwen Dawson (47) - Rupert Frazer als Gesundheitsminister Neville Chamberlain (48) - Margo Henson als Mrs. Jill McVeigh (49) - Charlotte Hamblin als Lady Anne Acland (49) - Rachel Marquez als Mrs. Dupper (49) - Noah Jupe als kleiner Junge (49) - Christos Lawton als Zeitnehmer Billy (50) - Peter Hamilton Dyer als Kommentator des „Brooklands Race Track“ (50) - Hayley Jayne Standing als Lucy – Nichte von Mrs. Patmore (50+51) - Jake Rowley als Paparazzo (50+51) - Erin Surtees als Molesleys Schülerin (51) - Lucas Culff als Molesleys Schüler (51) - Amir Heath als Kellner im „Ritz“ (52) - Alastair Bruce als Butler auf Brancaster Castle (52) - Patricia Hodge als Mirada Pelham – Mutter von Bertie (52) - James Greene als Sir Mark Stiles (52) - ??? als Lady Stiles (52) |
| 6.08 (51) | Gebrochene Herzen             | Regie: David Evans Schnitt: Paul Garrick    | 8. November 2015      | 22. Juli 2016             | 72:36    | - Nichola Burley als Rita Bevan – ehem. Zimmermädchen im Grand Hotel Liverpool (44) - Mark Morrell als Mr. Fairclough (44) - Adrian Lukis als Sir John Darnley – Eigentümer von Mallerton Hall (44) - Rick Bacon als Philip Henderson – Käufer von Mallerton Hall (44) - Nicholas Lumley als Auktionator (44) - Martin Walsh als Mr. Finch – Vertreter der Mastvieh-Ausstellung (45) - Paul Putner als Mr. Skinner – Chefredakteur von „The Sketch“ (45+46) - Trevor Cooper als Mr. Moore – Butler im Rothley Manor (45) - Andrew Caley als Preisrichter (45) - Ronald Pickup als Sir Michael Reresby – Eigentümer von Dryden Park (46) - Philip Battley als John Harding – Ehemann von Gwen Dawson (47) - Rupert Frazer als Gesundheitsminister Neville Chamberlain (48) - Margo Henson als Mrs. Jill McVeigh (49) - Charlotte Hamblin als Lady Anne Acland (49) - Rachel Marquez als Mrs. Dupper (49) - Noah Jupe als kleiner Junge (49) - Christos Lawton als Zeitnehmer Billy (50) - Peter Hamilton Dyer als Kommentator des „Brooklands Race Track“ (50) - Hayley Jayne Standing als Lucy – Nichte von Mrs. Patmore (50+51) - Jake Rowley als Paparazzo (50+51) - Erin Surtees als Molesleys Schülerin (51) - Lucas Culff als Molesleys Schüler (51) - Amir Heath als Kellner im „Ritz“ (52) - Alastair Bruce als Butler auf Brancaster Castle (52) - Patricia Hodge als Mirada Pelham – Mutter von Bertie (52) - James Greene als Sir Mark Stiles (52) - ??? als Lady Stiles (52) |
| 6.09 (52) | Das große Finale              | Regie: Michael Engler Schnitt: Al Morrow    | 25. Dezember 2015     | 29. Juli • 5. August 2016 | 93:40    | - Nichola Burley als Rita Bevan – ehem. Zimmermädchen im Grand Hotel Liverpool (44) - Mark Morrell als Mr. Fairclough (44) - Adrian Lukis als Sir John Darnley – Eigentümer von Mallerton Hall (44) - Rick Bacon als Philip Henderson – Käufer von Mallerton Hall (44) - Nicholas Lumley als Auktionator (44) - Martin Walsh als Mr. Finch – Vertreter der Mastvieh-Ausstellung (45) - Paul Putner als Mr. Skinner – Chefredakteur von „The Sketch“ (45+46) - Trevor Cooper als Mr. Moore – Butler im Rothley Manor (45) - Andrew Caley als Preisrichter (45) - Ronald Pickup als Sir Michael Reresby – Eigentümer von Dryden Park (46) - Philip Battley als John Harding – Ehemann von Gwen Dawson (47) - Rupert Frazer als Gesundheitsminister Neville Chamberlain (48) - Margo Henson als Mrs. Jill McVeigh (49) - Charlotte Hamblin als Lady Anne Acland (49) - Rachel Marquez als Mrs. Dupper (49) - Noah Jupe als kleiner Junge (49) - Christos Lawton als Zeitnehmer Billy (50) - Peter Hamilton Dyer als Kommentator des „Brooklands Race Track“ (50) - Hayley Jayne Standing als Lucy – Nichte von Mrs. Patmore (50+51) - Jake Rowley als Paparazzo (50+51) - Erin Surtees als Molesleys Schülerin (51) - Lucas Culff als Molesleys Schüler (51) - Amir Heath als Kellner im „Ritz“ (52) - Alastair Bruce als Butler auf Brancaster Castle (52) - Patricia Hodge als Mirada Pelham – Mutter von Bertie (52) - James Greene als Sir Mark Stiles (52) - ??? als Lady Stiles (52) |

## Kinofilme
Unter der Regie von Michael Engler entstand im Jahre 2019 ein Kinofilm, der die Handlung der Fernsehserie fortsetzt, wobei ein Großteil der ursprünglichen Besetzung zurückkehrt. Der Film spielt im Jahr 1927 und zeigt einen offiziellen Besuch des britischen Königspaares im englischen Landhaus der Familie Crawley in Yorkshire. Die Rahmenhandlung des Films basiert auf einer tatsächlichen Reise des britischen Königspaares nach Wentworth Woodhouse im Jahr 1912, die dazu diente, die Bedeutung der Monarchie zu demonstrieren. Der Film lief am 19. September 2019 in den deutschen und österreichischen Kinos an.
Ende April 2022 lief der Nachfolgefilm Downton Abbey II: Eine neue Ära in den deutschen Kinos an.

## Auszeichnungen
Die Serie erhielt eine Reihe von Auszeichnungen, darunter elf Nominierungen bei den Emmy Awards 2011. Sie gewann den Emmy in den Kategorien „Beste Kameraführung“, „Beste Kostüme in einer Miniserie“ und „Beste Miniserie/bester Film“. Julian Fellowes gewann den Emmy für das beste Drehbuch, Maggie Smith als beste Nebendarstellerin und Brian Percival für die Regie. Auch 2012 wurde die Serie in sechzehn Kategorien für den Emmy nominiert. Maggie Smith gewann erneut in der Kategorie „Beste Nebendarstellerin“. Zwei weitere Emmys wurden für die beste musikalische Komposition und das beste Hairstyling verliehen.
Von der britischen Broadcasting Press Guild wurde die Serie 2011 als beste Drama-Serie und Julian Fellowes als bester Drehbuchautor ausgezeichnet. Hugh Bonneville und Maggie Smith wurden als bester Darsteller und beste Darstellerin nominiert.
Bei den Golden Globe Awards 2012 erhielt Downton Abbey den Preis in der Kategorie „Beste Mini-Serie/Bester Fernsehfilm“ und Nominierungen für Hugh Bonneville und Elizabeth McGovern als bester Hauptdarsteller bzw. beste Hauptdarstellerin. Maggie Smith erhielt eine Nominierung als beste Nebendarstellerin. Bei den Golden Globe Awards 2013 erhielt Maggie Smith die Auszeichnung in der Kategorie „Beste Nebendarstellerin in einer Serie, Mini-Serie oder einem TV-Drama“. Downton Abbey war als bestes TV-Drama nominiert, ebenso wie Michelle Dockery als beste Hauptdarstellerin. Zwei Jahre später, bei der Verleihung 2015, wurde Joanne Froggatt als „Beste Nebendarstellerin in einer Serie, Mini-Serie oder einem TV-Drama“ ausgezeichnet.
Bei den britischen National Television Awards 2013 wurde die Serie mit dem Preis für das „Best Drama“ ausgezeichnet. Ebenso konnte sich die Serie bei den Screen Actors Guild Awards 2013 in der Kategorie „Bestes Schauspielensemble – Drama“ unter anderem gegen die US-Kabelserien Homeland, Breaking Bad und Mad Men durchsetzen. Eine weitere Nominierung erhielt die Serie bei den Critics’ Choice Television Awards 2013 in der Kategorie „Beste Dramaserie“.

## Trivia
In der Serie wird erwähnt, dass der Kammerdiener Bates und Lord Robert Crawley zusammen im Zweiten Burenkrieg gedient haben. Tatsächlich haben die Schauspieler Brendan Coyle und Hugh Bonneville im Jahr 1997 im James-Bond-Film Der Morgen stirbt nie gemeinsam in Nebenrollen zwei Militärangehörige auf einem Navyschiff gespielt, zusammen mit dem damals noch unbekannten Gerard Butler.
Der Film Gosford Park kann als Vorgänger der Serie angesehen werden. Zeit und Milieu stimmen überein, das Drehbuch stammt von Julian Fellowes, und Maggie Smith spielt darin auch schon eine verwitwete Gräfin (mit dem Namen Trentham).
Highclere Castle ist der Familiensitz der Grafen von Carnarvon. George Herbert, Fünfter Graf von Carnarvon, war der Finanzier von Howard Carters langer Suche nach einem unversehrten Pharaonengrab im Tal der Könige in Ägypten.

## Kritiken
Von der Aggregator-Webseite Metacritic wurde die erste Staffel mit 92 % bewertet und sicherte sich damit einen Eintrag im Guinness-Buch der Rekorde als „von Kritikern am besten bewertete Fernsehsendung“ des Jahres. Downton Abbey ist die erste britische Sendung, die diesen Rekord aufstellte.

„Julian Fellowes setzt in seinem niemals geschwätzigen, sich auf angenehm knappe Unterhaltungen beschränkenden Drehbuch klug darauf, dass die ungeschriebenen Gesetze der Epoche und ihre Werte sich mindestens so sehr in der Fassade des Hauses und im Verhalten der einzelnen Personen spiegeln wie in dem, was sie zueinander sagen.
[…] Es gehört zum Erfolgsrezept der Serie, dass hier niemand vorgeführt wird, der Adel so wenig wie das Personal. Stattdessen wird ein präzise funktionierendes Räderwerk gezeigt, in dem sich die einen die Verantwortung für die anderen, die in ihren Diensten beschäftigt sind, nie leicht machen.“

„Downton Abbey ist hervorragend inszenierte, authentische Unterhaltung für Freunde britischer Adelsgeschichten, […]
Die deutsche Synchronisation trägt bei vereinzelten Stimmen zu dick und plakativ auf. Dagegen schafft sie es gut, die im englischen Original vorhandenen sprachlichen Differenzen zwischen Diener- und Lordschaft ins Deutsche zu transponieren.“

“Fellowes’ tale effortlessly juggles a mind-boggling assortment of storylines – each practically worthy of a Jane Austen novel and absorbing in its own way. The remarkable trick is that longings of the lord’s plain, overlooked daughter Edith (Laura Carmichael) and the chef’s harried assistant Daisy (Sophie McShera) are handled with equal care.[…] It’s facile to say the Brits excel at such productions, since this is the sort of material – especially in its period exploration of class distinctions – their Yank counterparts seldom tackle. From virtually any angle, though, Downton Abbey is an almost peerless piece of real estate.”

„Fellowes’ Handlung jongliert mühelos mit zahlreichen Erzählsträngen – jeder eines Jane-Austen-Romans wert und auf seine Weise packend. Das Kunststück ist, dass die Sehnsüchte der unscheinbaren, oft übergangenen Tochter des Lords, Edith (Laura Carmichael), und die der schwer arbeitenden Küchenhilfe Daisy (Sophie McShera) mit gleicher Sorgfalt behandelt werden. […]
Es ist leicht dahergesagt, dass die Briten mit solchen Produktionen unübertroffen sind, denn das ist die Art von Material – besonders die Thematisierung des Klassensystems der damaligen Zeit –, an die sich ihre amerikanischen Kollegen selten heranwagen. Allerdings ist Downton Abbey aus praktisch jeder Perspektive betrachtet eine fast einzigartige Immobilie.“